# Armoriale delle famiglie italiane (Car)
Questo è l'armoriale delle famiglie italiane il cui cognome inizia con le lettere Car.

## Armi

### Cara
| Stemma | Casato e blasonatura |
| ------ | --- |
|        | Cara o Di Cara (San Germano Vercellese) Titolo: Conte di Cara o de La Cara, signori di Altesano, Borgaro, Montebaranzone; consignori di Pinerolo Trinciato d'oro e di rosso, con il capo d'azzurro, carico di un leopardo, d'oro (citato in (15)) |
|        | Caracci (Gazzuolo (Mantova)) d'argento ad un albero di verde accollato da un serpente al naturale; il piede accostato da due ricci al naturale; il tutto sostenuto da un terrazzo di verde, con una lista d'argento attraversante sul tutto, al disotto delle foglie, col Motto: Opes fugit ospitem (citato in (4) – Vol. II pag. 301) |
|        | Caracci (Mantova) d'oro al leone d'azzurro (citato in (29) – Vol. I pag. 230) |
|        | Caracciola di Napoli (Cesena) (la blasonatura non è stata ancora caricata) (citato in BLCW) Immagine in Blasone Cesenate. |
|        | Caraccioli (Cosenza) D'oro al leone d'azzurro (citato in DAlena e in BLCL) |
|        | Caraccioli o Caracciolo (Sicilia) Titolo: barone di Zarbo bandato di rosso e d'oro, al capo d'azzurro. Corona di barone (citato in Mango e in (26)) alias bandato d'argento e di rosso, al capo d'azzurro (citato in Mango e in (26)) Notizie storiche in Famiglie nobili di Sicilia. |
|        | Caracciolo (Sicilia) bandato di rosso e di oro - capo di azzurro pieno (citato in LEOM) |
|        | Caracciolo (Napoli) bandato di oro e di rosso - capo di azzurro pieno (citato in LEOM) |
|        | Caracciolo (Napoli, Roma, Velletri) di rosso a tre bande di oro col capo cucito di azzurro Motto: Vincere aut mori (citato in (4) – Vol. I pag. 521) |
|        | Caracciolo (Sicilia) Titolo: barone della Marza, Pontagio, Zarbo diviso, nel 1° d'azzurro; nel 2° di rosso con tre bande d'oro. Corona di barone (citato in (26)) Notizie storiche in Famiglie nobili di Sicilia. |
|        | Caracciolo (Roma) d'oro al leone di nero accompagnato in capo da un lambello di tre pendenti di rosso sormontato da una stella di sei raggi dello stesso Cimiero: testa di moro Motto: Vincere aut mori (citato in (4) – Vol. II pag. 311) |
|        | Caracciolo (Abruzzo) D'oro al leone d'azzurro armato e linguato di rosso (citato in DAlena) |
|        | Caracciolo (Tropea) di oro al leone rampante d'azzurro con la coda rivolta al di dentro, armato e linguato di rosso (citato in BLCL) Motto: Vincere aut nori Immagine in Tropea Magazine. |
|        | Caracciolo (Tropea) (LA) quatuor quartos duo cum Leonibus ceruleis in campo aureo duo alii tres barras ceruleas in campo aureo et medium campum ceruleum (citato in BLCL) Notizie storiche in Tropea Magazine. |
|        | Caracciolo del Sole (Napoli) Titolo: barone di: Avigliano; conte di: Avellino, S. Angelo dei Lombardi; duca di Venosa, Capua, Amalfi, Melfi; principe di: Capua di rosso al sole d'oro, caricato da un leone d'azzurro con la coda controrivoltata, armato e linguato di rosso (citato in (4) – Vol. II pag. 302 e in (19)) Di rosso al sole d'oro , caricato di un leone d'azzurro colla coda rivolta nel di dentro, linguato e armato di rosso (citato in DAlena) di rosso, al sole d'oro caricato da un leone d'azzurro, armato e linguato di rosso (citato in (33)) Notizie storiche in Nobili napoletani. |
|        | Caracciolo di Gesso D'oro al leone d'azzurro armato e linguato di rosso (citato in DAlena) |
|        | Caracciolo di Girifalco (la blasonatura non è stata ancora caricata) Notizie storiche in Nobili napoletani. |
|        | Caracciolo di Oppido (Napoletano) d'oro al leone d'azzurro lampassato e armato di rosso, con la coda contro rivoltata alias inquartato, nel 1° e 4° bandato d'oro e di rosso, col capo d'azzurro; nel 2° e 3° d'oro al leone d'azzurro, lampassato di rosso (citato in (19)) Notizie storiche in Nobili napoletani. |
|        | Caracciolo di San Buono D'oro al leone d'azzurro armato e linguato di rosso (citato in DAlena) |
|        | Caracciolo Pasquizi (Napoli) Titolo: barone di: Parete, Vallemorto, Bellosguardo; conte di: Oppido, Burgenza, Nicastro, Trivento, Loreto, sul cognome, Buccino; marchese di: Casaldalbore, Gioiosa, S. Eramo, Barisciano, Castellaneta, Bitetto, Arena, Macchiagodena, Volturara, Cervinara, Mottola, Amorosi, Villamaini, Capriglia, Bucchianico; duca di: Feroleto, Celenza, Montesardo, Resigliano, Martina, Sicignano, Atella, d'Orta, Girifalco, Soreto, Melito, Castelluccio, Barrea, Parete, S. Teodoro, S. Arpino, Casal di Principe, Castel di Sangro; principe di: Torrenuova, Castagneto, Melissano, Pettoranello, Santobuono, Marsicovetere, Marano, Cellamare, Cursi, Villa, sul cognome, Scanno di oro al leone rampante d'azzurro, con la coda controrivoltata, armato e linguato di rosso (citato in (4) – Vol. II pag. 302) D'oro al leone rampante d'azzurro con la coda rivolta nel di dentro, linguato ed armato di rosso (citato in DAlena) d'oro, al leone d'azzurro lampassato e armato di rosso, con la coda rivolta nel di dentro (citato in ) d'oro al leone d'azzurro lampassato e armato di rosso, con la coda contro rivoltata (citato in (19)) Motto: Vincere aut mori Notizie storiche in Nobili napoletani. |
|        | Caracciolo Pasquizi (Napoli) leone rampante di azzurro su oro - bandato di oro e di rosso - capo di azzurro pieno (citato in LEOM) |
|        | Caracciolo Pasquizi (Napoli) leone rampante di azzurro su oro (citato in LEOM) |
|        | Caracciolo Pasquizi (Napoli) leone rampante coda rivolta verso l'interno di azzurro su oro (citato in LEOM) |
|        | Caracciolo Pasquizi o Giudice Caracciolo di Cellamare (Napoli) banda di argento su scudetto trinciato di rosso e di azzurro - leone rampante di azzurro su oro - bandato di oro e di rosso - capo di azzurro pieno (citato in LEOM) |
|        | Caracciolo Pasquizi di Melito (Napoli) 3 bande di oro su rosso - capo di azzurro pieno - leone rampante di azzurro su oro (citato in LEOM) |
|        | Caracciolo Pasquizi di Sant'Eramo (Napoli) 3 sbarre di oro su rosso - capo di azzurro pieno - leone rampante di azzurro su oro (citato in LEOM) |
|        | Caracciolo e Caracciolo Rossi (Napoli) Titolo: barone di: Pannarano; conte di: Gerace, Nicastro, Gallarate, Torella, Serino, sul cognome, Gambatesa, Flumeri, S. Giovanni Rotondo; marchese di: Mesuraca, Pannarano, Brienza, Vico, Torrecurso, S. Severino, Bella, Valle Siciliana, Monacilione, S. Marco, Grumo; duca di: Lauriano, Vietri, Montenegro, Bernalda, Airola, S.Vito, Roccaromana, Atripalda, Boiano, S. Giorgio, Lavella, sul cognome; principe di: Forino, Atena, Spinoso, Bella, Avellino, Torella, Torchiarolo, S.R.I., Ginnetti, Ripafrancone, Campagna, Candriano; signori di Vespolate bandato d'oro e di rosso al capo di azzurro (citato in (4) – Vol. II pag. 302 e in (19)) Bandato d'oro e di rosso, col capo d'azzurro (citato in DAlena e in (15)) Cimiero: testa di elefante nascente Notizie storiche in Nobili napoletani. |
|        | Caracciolo Rossi (Napoli) bandato di oro e di azzurro - capo di azzurro pieno - bordura di argento caricata del motto "POR BIEN VER" di lettere maiuscole di nero in alto e da un paio di occhiali al naturale in punta (citato in LEOM) |
|        | Caracciolo Rossi di Lauriano (Napoli) bandato di oro e di rosso - capo di azzurro pieno - leone rampante di azzurro su oro (citato in LEOM) |
|        | Caraccione (Molise) (la blasonatura non è stata ancora caricata) (citato in DAlena) |
|        | Caracciotti (Roma, Piedimonte (Terni)) d'argento al delfino di nero con coda d'oro nuotante sopra un mare al naturale. Capo d'azzurro alla cometa d'oro posta fra due stelle dello stesso Motto: Nihil charius luce (citato in (4) – Vol. II pag. 312) |
|        | Carafa (Napoli) di rosso a tre fasce d'argento con una spina di verde posta in banda ed attraversante sul tutto (citato in (4) – Vol. II pag. 312) |
|        | Carafa (Abruzzo) Di rosso a tre fasce d'argento (citato in DAlena) |
|        | Carafa (Tropea) di rosso a quattro sbarre d'argento (citato in BLCL) Immagine in Tropea Magazine. |
|        | Carafa della Spina (Napoli, Catanzaro) Titolo: Baroni di: Bianco, Carreri, Cerro, Forli (Pentina), Petrella, Rionegro, Ripalonga, Roccasicone, Rocchetta, San Nicola di Leporino, Torraca; Conti di: Arpaia, Condojanni, Conte palatino, Cerro, Grotteria, Policastro, Roccella; Marchesi di: Brancaleone, Tortorella, Castelvetere con annesso il grandato di Spagna di prima classe; Duchi di: Bruzzano, Forli (Petina), Montenero, Rapolla, Traetto; Principi di: Roccella, Sacro Romano Impero di rosso, a tre fasce d'argento, con una spina soprastante, al naturale messa in banda (citato in DAlena) alias Di rosso a tre foglie d'argento con una spina sovrastante di verde messa in banda (citato in DAlena) di rosso a tre fasce d'argento con una spina di verde posta in banda ed attraversante il tutto (citato in (19)) di rosso a tre fasce d'argento, alla spina di verde attraversante (citato in BLCL) Notizie storiche in Nobili napoletani. |
|        | Carafa della Stadera (Napoli, Roma, Andria, Aversa, Parigi) Titolo: barone di: Binetto, Bonifati, Campolieto, Capriati, Civita Luparella, Colubrano, Rocca d'Aspro, Rutigliano, Sant'Angelo a Scala, San Mauro, Sessola, Tortorella, Trivigno, Tufara; conte di: Airola, Cerreto, Fondi, Maddaloni, Marigliano, Mondragone, Montecalvo, Morcone, Nocera, Ruvo, Soriano Calabro, Sant'Angelo a Scala, Santa Severina, Terranova; marchesi di: Anzi, Baranello, Bitetto, Corato, Montenero, Montesardo, S. Lucido, Tortorella; duca di: Alvito, Andria, Ariano, Boiano, Campolieto, Campora, Cancellara, Castelnuovo, Castel del Monte, Cercemaggiore, Frosolone, Laurino, Maddaloni, Maierà, Nocera, Noja, Paliano, Rocca Mondragone, Sant'Eramo, Traetto; principi di: Anzi, Avella, Belvedere, Chiusano, Colubrano, Pietrelcina, Sepino, Stigliano, S. Lorenzo di rosso a tre fasce d'argento, con una stadera di ferro al naturale, sospesa in punta dello scudo (citato in (4) – Vol. II pag. 313) di rosso a tre fasce d'argento, con una stadera di ferro al naturale al di fuori dello scudo (citato in (19)) 3 fasce di argento su rosso - stadera di ferro al naturale appesa alla punta dello scudo (citato in LEOM) alias Di rosso a tre fasce d'argento (citato in DAlena) Motto: Hoc fac et vives Notizie storiche in Nobili napoletani. |
|        | Carafantoni (Pistoia) Partito: nel 1º d'oro, all'aquila dal volo abbassato di nero, rostrata, membrata e coronata del campo, uscente dalla partizione; nel 2º losangato d'argento e di rosso (citato in (13)) |
|        | Caraffa (Napoli) Titolo: consignori di Roddi Di rosso, a tre fasce d'argento (citato in (15)) |
|        | Caraffa o Carraffa (Sicilia) di rosso, con tre fasce d'argento (citato in (26)) alias di rosso, a tre fasce d'argento e la spina di verde attraversante in banda (citato in Mango) Notizie storiche in Famiglie nobili di Sicilia. |
|        | Caraffini (Cremona) Giglio (citato in DAlena) |
|        | Caraffini (Cremona) Titolo: conti di Levata, di Gambina Barchetti, di Torrenuova di rosso a tre fasce d'argento, caricato in cuore da uno scudetto d'azzurro a tre gigli d'oro 2 e 1; esso scudetto orlato con un filetto d'oro; il tutto sotto un capo d'oro caricato di un'aquila di nero, coronata del campo (citato in BLCR) Immagine in Blasonario Cremonese (archiviato dall'url originale il 1º giugno 2017). |
|        | Caragiani (Venezia, Bergamo) Titolo: Nobile d'azzurro al leone d'oro, tenente una rosa gambuta e fogliata, al naturale (citato in (4) – Vol. II pag. 314) |
|        | Caramanno (Noto) d'azzurro, al cigno fermo d'argento (citato in DAlena, in Mango e in (26)) Notizie storiche in Famiglie nobili di Sicilia. |
|        | Caramelli (Roma) Titoli: Marchese di Clavesana, Conte palatino, Signore di Castiglione Falletto, Rodello partito d'argento e d'azzurro, allo scaglione dell'uno nell'altro; col capo d'oro, carico di un'aquila di nero, coronata e diademata di rosso Cimiero: ninfa nascente, fra un volo di nero Tenenti: due angeli vestiti di nero Motto: Spera in Deum et fac bonitatem (citato in (4) – Vol. II pag. 314 e in (15)) alias (la blasonatura non è stata ancora caricata) (citato in (15)) |
|        | Caramelli (Roma) scudetto troncato di azzurro e di argento su - scaglione partito di azzurro e di argento su partito di argento e di azzurro - aquila bicipite di nero coronata di oro e aureolata di rosso su oro in capo (citato in LEOM) |
|        | Caramelli (Firenze) D'azzurro, alla torre d'argento sormontata da un giglio di rosso (citato in (13)) |
|        | Carandini (Londra, Modena, Biella, Firenze) d'argento, allo scaglione d'azzurro carico di 2 spighe di riso, d'oro, poste nel verso della pezza, accompagnato, in punta, da un leone coronato d'oro, cucito e nascente; col capo d'oro carico di un'aquila di nero coronata del campo. Scudo accollato all'aquila bicipite imperiale (citato in (4) – Vol. II pag. 314) |
|        | Carandini (Modena, Canavese) D'argento, allo scaglione d'azzurro, carico di due spighe di grano, d'oro, con il leone d'oro, nascente dalla punta dello scudo alias D'argento, allo scaglione d'azzurro, carico di due spighe di grano, d'oro, con il leone d'oro, nascente dalla punta dello scudo, con il capo d'oro carico di un'aquila di nero (citato in (15)) |
|        | Carandini (Roma) d'azzurro, allo scaglione d'argento, carico di due spighe di grano, d'oro, con il leone d'oro, nascente dalla punta dello scudo, con il capo d'oro carico di un'aquila bicipite di nero coronata d'oro (Immagine nell' Archivio Storico Capitolino (PDF) (archiviato dall'url originale il 4 marzo 2016).) |
|        | Carandini (Parma) (la blasonatura non è stata ancora caricata) (Immagine nella Raccolta stemmi Trippini (JPG).) |
|        | Carandoletti o Carandoletto o Caramandoletti (Savigliano) D'azzurro, alla banda accompagnata da sei bisanti, il tutto d'oro Motto: Da gloriam Deo et serva mandata (citato in (15)) |
|        | Caranza (Sicilia) d'azzurro, con una torre d'oro merlata di tre pezzi, accompagnata da tre leoni dello stesso, posti 2 a' fianchi ed 1 a guardia della porta; ed un braccio armato sporgente dalla sommità, impugnante una spada d'argento alta in sbarra: la bordura cucita di rosso, caricata da 8 crocette d'oro posti 3, 2, e 3 (citato in (26)) Notizie storiche in Famiglie nobili di Sicilia. |
|        | Carassi o Carrassi o Carasso o Carrazzo (Fossano) Titolo: marchesi di Villar Pellice; conti di Pramollo; consignori di Saluggia Inquartato, al 1º e 4º d'azzurro, alla cometa d'oro posta in palo; al 2º e 3º al bastone di nero, con due tralci di vite al naturale, accollati, intrecciati e reintrecciati in croce di S. Andrea alias D'argento, al palo di nero, accollato a due tralci di vite, fogliati di verde, fruttati di nero, muoventi dai due angoli della punta, passati in doppia croce di Sant'Andrea, con il capo d'azzurro, carico di una stella (6), d'oro Motto: Gemendo germinat - Praeterita in omnibus respice finem (citato in (15)) |
|        | Caratona (Verona) 5 rose di azzurro poste in croce le esterne in palo fogliate e stelate di verde tutte su croce di argento su azzurro (citato in LEOM) |
|        | Caratti (Udine, Paradiso (Udine), Venezia) Titoli: Nobil, Signore di Lanzacco troncato di azzurro e d'argento: il 1º a tre stelle (6) del secondo, male ordinate, con due scimitarre al naturale, addossate e con le lame doppiamente decussate (citato in (4) – Vol. II pag. 316) |
|        | Caratti e Caratti di Valfrei (Acqui) Titolo: nobili Palato d'argento e di nero di otto pezzi, con il capo d'argento, carico di due leoni nascenti dalla partizione, controrampanti e tenenti, quello di destra con la branca sinistra, quello di sinistra con la branca destra, un anello gemmato, il tutto d'oro (citato in (15)) |
|        | Caravadossi (Nizza Marittima) Titolo: barone di Toetto della Scarena; conte di Aspremont d'azzurro, a due leoni coronati d'oro, affrontati, sostenenti un giglio d'argento ed accompagnati, in punta, da un cuore infiammato, al naturale (citato in (4) – Vol. II pag. 316 e in (22)) D'azzurro, a due leoni coronati, d'oro, affrontati, sostenenti un fiordaliso d'argento, e accompagnati in punta da un cuore di rosso, al naturale, infiammato (citato in (15)) Motto: Candor illaesus |
|        | Caravallo (Matera) fascia di oro su azzurro - leone rampante nascente dalla fascia coronato di oro afferrante con le zampe anteriori 2 foglie di palma di verde - monte a 3 cime a forma di trifoglio di verde uscente dalla punta (citato in LEOM) |
|        | Caravaschini o Cravaschini (Nizza) Titolo: consignori di Gorbio, Torretta Levenzo, Revel e Sant'Andrea Troncato di rosso e d'oro, all'ermellino d'argento, sostenuto da un piatto di verde (citato in (15)) |
|        | Caravello (FR) D'azur, à une oie d'argent, becquée et membrée de gueules. (citato in http://www.euraldic.com/lasu/bl/bl_c_ar.html) |
|        | Caravesana (Nizzardo) Troncato d'argento e d'azzurro, alla stella in cuore allo scudo, dell'uno nell'altro (citato in (15)) |
|        | Caravita (Napoli) Titolo: marchese, principe di Sirignano, patrizio Napoletano, duca di Toritto d'azzurro al leone d'oro con la fascia di rosso caricata da tre stelle d'argento attraversante sul tutto (citato in (4) – Vol. II pag. 317, in (16) e in (19)) Notizie storiche in Nobili napoletani. |
|        | Carazacanevo (Venezia) (FR) D'azur, au chef émanché d'or de deux pièces et deux demies. (citato in http://www.euraldic.com/lasu/bl/bl_c_ar.html) |

### Carb
| Stemma | Casato e blasonatura |
| ------ | --- |
|        | Carbodizi o Carbonizi (Mantova-Venezia) (FR) cD'azur, au chef bastillé de gueules de quatre pièces et deux demies. (descrizione in http://www.euraldic.com/lasu/bl/bl_c_ar.html) (Immagine in Armas de los cavalleros de Veneçia.) (Immagine in Bibliotheca Estense.) |
|        | Carbonara (Gubbio) Grifone (citato in DAlena) |
|        | Carbonara (Gubbio) banda di argento su rosso - maiale passante al naturale su argento (citato in LEOM) |
|        | Carbonara (Molise) Troncato: nel 1° di rosso alla banda d'argento; nel 2° d'argento al maiale passante al naturale (citato in DAlena) |
|        | Carbonara (Genova) Titolo: consignori di Sardigliano D'azzurro, alla rotella di rosso, per inchiesta, carica di un leone d'oro alias D'azzurro, alla rotella di rosso, cucita, carica di un leone d'azzurro, cucito (citato in (15)) |
|        | Carbonara (Tropea) (LA) campum nigrum barram argenteam supra tres faces subter campum ceruleum tres oculos et quatuor barras argenteas (citato in BLCL) Notizie storiche in Tropea Magazine. |
|        | Carbonaria (Cocconato) D'argento, al leone di rosso, con una banda d'azzurro, carica di tre rose, d'oro, passante, accompagnato in capo da una fiamma, al naturale (citato in (15)) |
|        | Carbonati (Arezzo) Di rosso, a due monti di sei cime di verde, ordinati l'uno accanto all'altro, accompagnati in punta da una rosa d'oro (citato in (13)) |
|        | Carboncelli (Pistoia) D'oro, alla fascia d'azzurro caricata di un crescente montante d'argento, e accompagnata da due porci passanti di nero, 1.1 alias D'oro, alla fascia d'azzurro caricata di un crescente montante d'argento, e accompagnata da due porci passanti di nero, 1.1, quello in punta sostenuto dalla campagna di verde (citato in (13)) |
|        | Carbone (Genova, Roma, Sorrento, Napoli) Titoli: patr. genovese di rosso alla banda d'oro caricata di un leone di nero, accompagnata da sei pezzi di carbone posti tre in capo e tre in punta al naturale. (citato in (46) – pag. 57) leone passante di nero su banda di oro su rosso accompagnato da - 6 pezzi di carbone di nero posti in orlo su rosso (citato in LEOM) |
|        | Carbone (Genova) Titoli: patr. genovese d'azzurro al leone di nero tenente un anello d'oro, alla banda sul tutto attraversante d'oro (citato in (46) – pag. 58) |
|        | Carbone (Genova, Villalvernia) Titoli: nobile d'azzurro al leone di nero tenente un anello d'oro, alla banda sul tutto attraversante d'oro alias partito: al primo, di nero al leone d'oro, alla banda sul tutto attraversante di rosso (carbone); al secondo, troncato di rosso e d'argento, al grifone montante dell'uno nell'altro (valerio) (citato in (46) – pag. 58 e in (44) - pag. 220) |
|        | Carbone (Palermo) fasciato d'argento e d'azzurro di sei pezzi (citato in Mango e in (26)) alias di rosso, a tre caldaie d'oro, poste in fascia, sormontate ciascuna da una corona all'antica del secondo (citato in Mango) Notizie storiche in Famiglie nobili di Sicilia. |
|        | Carbone (Napoletano) (la blasonatura non è stata ancora caricata) (d'oro, a tre pali di verde) (citato in (19)) alias (la blasonatura non è stata ancora caricata) (d'oro, a tre pali di verde, alla banda di rosso attraversante) (citato in (19)) di verde, a tre pali d'oro, con la banda di rosso attraversante sul tutto (citato in (33)) alias (la blasonatura non è stata ancora caricata) (d'oro, a tre pali di verde, alla banda di rosso attraversante e caricata di tre conchiglie (?) del campo ) (citato in (19)) |
|        | Carbonelli (Monopoli, Napoli) d'azzurro al leone d'oro coronato avente sul dorso una croce nera, guardante un sole d'oro posto nel canton destro dello scudo e sinistrato da un crescente d'argento (citato in (19)) Notizie storiche in Nobili napoletani. |
|        | Carbonelli (Monopoli) fascia convessa di oro su azzurro - sole raggiante di oro in alto - pesce triglia nuotante nel mare al naturale su azzurro (citato in LEOM) |
|        | Carbonelli (Napoletano) (la blasonatura non è stata ancora caricata) (citato in (19)) |
|        | Carbonelli di Letino (Napoli, Roma) Titolo: barone di Letino, nobile col predicato di Letino d'azzurro al leone d'oro coronato dello stesso, caricato da una croce di nero, guardante un sole d'oro nel cantone destro, con un crescente d'argento nel cantone sinistro (citato in (16)) leone rampante coronato di oro caricato di una crocetta potenziata di nero su azzurro - sole raggiante di oro in alto a sinistra su azzurro - luna di argento in alto a destra su azzurro (citato in LEOM)                            |
|        | Carbonelli di Monopoli (Monopoli) Titolo: nobile di Monopoli d'azzurro alla fascia centrata d'oro, accompagnata in capo da un sole dello stesso, in punta da una triglia nel mare al naturale (citato in (16)) |
|        | Carbonera (Sondrio) interzato in fascia: nel 1º di oro all'aquila di nero; nel 2º d'azzurro al castello di argento, torricellato di due pezzi dello stesso e aperti del campo; nel 3º d'argento a quattro sbarre di rosso (citato in (4) – Vol. II pag. 317) |
|        | Carbonesi (Bologna) d'argento,a sei carboni accesi, e scintillanti di rosso, 3.2.1, e col capo d'azzurro (citato in (5) - pag. 158 e in (9) - pag. 243) |
|        | Carbonesi (Roma, San Miniato) inquartato: nel 1º e nel 4º d'azzurro al giglio d'oro, nel 2º e nel 3º, d'argento, a sei carboni di nero, accesi di rosso, disposti 3, 2, 1 (citato in (4) – Vol. III pag. 334) inquartato di azzurro e di argento - giglio di oro su azzurro - 6 carboni di nero accesi di rosso posti in piramide rovesciata su argento (citato in LEOM) |
|        | Carboni (Cagliari) d'azzurro alla torre al naturale con fiamme uscenti dalle finestre dal lato destro, sinistrata da un guerriero armato di tutte pezze presso un cannone al naturale, volto verso la torre (citato in (4) – Vol. II pag. 318 e in DAlena) |
|        | Carboni (Firenze) D'oro, al gallo fermo di nero, crestato e barbato di rosso (citato in (13)) |
|        | Carboni (Pisa) Di verde, alla sbarra d'oro e alla banda attraversante di rosso, il tutto accompagnato in capo da un castello turrito di un pezzo d'argento (citato in (13)) |
|        | (de) Carburi (Torino) D'oro, all'aquila imperiale bizantina alias D'argento, all'aquila coronata di nero, tenente una spada e un ramo d'ulivo, caricata in petto da uno scudo d'azzurro, alla croce scorciata d'argento, accantonata da quattro stelle (6), d'oro (citato in (15)) |

### Carc
| Stemma | Casato e blasonatura |
| ------ | --- |
|        | Carcamo (Sicilia) d'azzurro, con un leone scaccheggiato d'oro e di nero (citato in (26)) Notizie storiche in Famiglie nobili di Sicilia. |
|        | Carcani e Carcano e Carcano di Trani (Napoli, Trani) Titolo: duca di Montaltino, patrizio di Trani, nobile di Barletta di rosso al cigno d'argento, sormontato da una scure del medesimo, manicata di oro, posta in banda (citato in (4) – Vol. II pag. 318 e in (16)) |
|        | Carcani (Trani) (la blasonatura non è stata ancora caricata) (Immagine nella Raccolta stemmi Topoguz.) |
|        | Carcano (Milano, Lomazzo (Como)) di rosso al cigno d'argento beccato e piotato d'oro, fermo sulla vetta d'un monte erboso al naturale: il cigno sormontato da una scure d'argento, manicata d'oro, coricata in fascia, col motto Amor et labor scritto sopra un breve d'argento, svolazzante in fascia e movente dalla vetta del monte Cimiero: il cigno del campo, uscente (citato in (4) – Vol. II pag. 318 e in DAlena) |
|        | Carcano (Milano) di rosso al cigno d'argento sormontato da una scure dello stesso manicata di oro, coricata in fascia Cimiero: il cigno del campo nascente Motto: Sine macula et nive candidior (citato in (4) – Vol. II pag. 319) |
|        | Carcano (Milano) Titolo: conti Di rosso, al cigno d'argento, beccato e piotato d'oro, sormontato da una scure d'argento, manicata d'oro, posta in fascia alias Di rosso, al cigno d'argento, piotato di nero, sormontato da una scure d'argento, posta in fascia (citato in (15)) |
|        | Carcano (Anzano del parco (Como)) di rosso al cigno d'argento sormontato da una scure, dello stesso, manicata d'oro, coricata in fascia Cimiero: il cigno del campo colla scure (citato in (4) – Vol. II pag. 320) |
|        | Carcano Orrigoni (Milano, Genova) di rosso al cigno sormontato da una scure dello stesso, manicata di oro, coricata in fascia (citato in (4) – Vol. II pag. 320) |
|        | Carcassona (Sardegna) (la blasonatura non è ancora caricata) (citato in (10)) |
|        | Carchano (la blasonatura non è stata ancora caricata) (citato in DAlena) |
|        | Carchelli (Toscana) di rosso, al palo d'oro (DE) In Rot 1 goldener Pfahl (citato in (28)) |
|        | Carcherelli (Firenze) Palato ondato d'argento e di rosso, alla fascia attraversante d'oro alias Palato ondato d'argento e di rosso, alla fascia attraversante d'argento alias Palato ondato d'azzurro e di rosso, alla fascia attraversante del primo (citato in (13)) |
|        | Carchero (Sardegna) d'azzurro, alla tigre rampante calpestante un drago il tutto al naturale, sormontata da 3 stelle d'argento in fascia (citato in (2) – pag. 544 e in DAlena) |
|        | Carchero o Carquero (Oristano) d'argento al rosaio al naturale fiorito di tre pezzi sostenente alla sommità un uccello di più colori il tutto nella destra dello scudo: e nella sinistra un braccio nudo movente dal fianco dello scudo ed impugnante un arco al naturale con un dardo di azzurro incoccato verso l'uccello (citato in (4) – Vol. II pag. 320)                                                             |
|        | Carchiolo (Catania) Titolo: barone di Donna Maria troncato di rosso e d'azzurro alla fascia d'oro attraversante, accompagnata in capo da un sole di oro, ed in punta da una conchiglia d'argento (citato in (4) – Vol. II pag. 321, in (16), in Mango e in (26)) Notizie storiche in Famiglie nobili di Sicilia. |
|        | Carchiolo (Catania) fascia di oro su azzurro - sole di oro figurato di rosso in alto - sole tramontante di oro nel mare al naturale su azzurro (citato in LEOM) |
|        | Carcioffi (Cesena) (la blasonatura non è stata ancora caricata) (citato in BLCW) Immagine in Blasone Cesenate. |

### Card
| Stemma | Casato e blasonatura |
| ------ | --- |
|        | Cardano o De Castiliono de Cardano (la blasonatura non è stata ancora caricata) (citato in DAlena) |
|        | Cardelli (Roma) d'azzurro alla banda d'argento, caricata di tre gigli d'oro e accostata da due cardi al naturale (citato in (4) – Vol. II pag. 321) |
|        | Cardelli (Roma) d'azzurro alla fascia d'argento, caricata di tre gigli d'oro e accostata da due cardi (strumenti per cardare) al naturale (Immagine nella Raccolta stemmi Trippini (JPG).) |
|        | Cardelli (Roma) d'azzurro, alla banda di rosso accostata da due cardi al naturale; col capo cucito d'azzurro carico di tre gigli d'oro (Immagine nell' Archivio Storico Capitolino (PDF) (archiviato dall'url originale il 4 marzo 2016).) |
|        | Cardelli Collicola Monthioni (Roma) partito: nel 1º di rosso al monte di 3 cime d'argento sormontato da un'anguilla dello stesso posta in palo; nel 2º d'azzurro, al monte di due cime d'oro, accompagnato in capo da un crescente rovesciato d'argento sormontato da 2 stelle di sei raggi d'oro (Collicola Monthioni). L'arma di Cardelli è la stessa del ramo primogenito (citato in (4) – Vol. II pag. 321) |
|        | Cardelosi (Pisa) Troncato: nel 1º vaiato d'argento e di nero; nel 2º di rosso pieno (citato in (13)) |
|        | Cardi (Firenze) D'azzurro, all'arnese da cardatore al naturale, aperto in scaglione e legato d'oro, sormontato da una stella a sei punte dello stesso (citato in (13)) tenaglia antica al naturale aperta legata da cordone di oro su azzurro - stella (6 raggi) di oro in alto su azzurro (citato in LEOM) alias D'azzurro, all'arnese da cardatore al naturale, aperto in scaglione e legato d'oro, sormontato da una stella a otto punte dello stesso (citato in (13)) alias D'azzurro, all'arnese da cardatore d'argento, aperto in scaglione e legato d'oro, sormontato da una stella a sei punte dello stesso (citato in (13)) alias D'azzurro, all'arnese da cardatore d'argento, aperto in scaglione e legato d'oro, sormontato da una stella a otto punte dello stesso (citato in (13)) |
|        | Cardi Cigoli (San Miniato, Firenze) D'argento, a tre bande alzate di rosso, accompagnate in punta da una ruota di molino d'azzurro (citato in (13)) alias 3 bande convesse alzate di rosso su argento - ruota di mulino di azzurro in basso su argento (citato in LEOM) |
|        | Cardia (Nurri, Tortolì, Olzai) inquartato: al 1º d'azzurro a tre cuori rossi male ordinati, ed un sole rosso raggiante nell'angolo del capo; al 2º d'oro al castello sormontato da una mano al naturale tenente una lettera chiusa; al 3º d'oro ad un uomo armato a cavallo impugnante una lancia; al 4º d'azzurro alla pianta di verde con un porco al naturale, che pascola (citato in (4) – Vol. II pag. 322) Inquartato: nel 1° d'azzurro a 3 cuori di rosso male ordinati, ed un sole raggiante al centro del capo; nel 2° d'oro al castello dello stesso sormontato da un braccio vestito d'argento tenente nella mano di carnagione una lettera chiusa; nel 3° d'oro ad un uomo armato a cavallo, voltato a sinistra, impugnante una lancia; nel 4° d'azzurro all'albero di verde ed una scrofa, al naturale pascente ed attraversante di retro il tronco dell'albero (citato in DAlena) alias Inquartato: nel 1° d'azzurro a tre cuori di roso male ordinati ed un sole raggiante nell'angolo destro del capo; nel 2° d'oro al castello dello stesso, fondato sulla campagna di verde, sormontato da una mano al naturale tenente una lettera chiusa; nl 3° d'oro ad un uomo armato a cavallo, voltato a destra, impugnante una lancia; al 4° d'azzurro all'albero verde, nudrito sulla pianura dello stesso, sinistrato da un porco al naturale che pascola (citato in DAlena) sole di rosso su azzurro - 3 cuori di rosso su azzurro posti 2,1 - castello (2 torri) laterali al naturale - avambraccio destro di carnagione uscente da destra afferrante lettera sigillata al naturale su oro - cavaliere armato di tutte pezze con lancia in resta al naturale su oro - maiale pascente al naturale su terrazzo di verde davanti a albero di quercia al naturale su azzurro (citato in LEOM) |
|        | Cardia (Siliqua, Nurri, Serri) inquartato: al 1º d'oro ad un uccello fermo su un ramo di albero il tutto al naturale; al 2º d'argento al verziere nudrito sulla pianura erbosa e sormontato da un sole, il tutto pure al naturale; al 3º d'argento ad una sfera smaltata di vari colori infissa in due perni che la traversano in croce di S. Andrea; al 4º d'oro ad una città al naturale fortificata in forma di cuore (citato in (4) – Vol. II pag. 322) uccello sopra ramo al naturale su oro - verziere (ortaggi e fiori nello stesso orto) al naturale su terrazzo di verde su argento - sole raggiante di oro in alto su argento - sfera smaltata a vari colori attraversata da 2 perni di nero in croce di Sant'Andrea su argento - città fortificata in forma di cuore al naturale su oro (citato in LEOM) Motto: Volvitur immoto securum cardine coelum |
|        | Cardillo e Cloos e Cardillo Cloos (Catania, Palermo) Titolo: nobile; marchese troncato di azzurro e di rosso, alla fascia d'oro attraversante, accompagnata in capo da una corona all'antica, sormontata da tre stelle male ordinate 1 e 2, il tutto d'oro, ed in punta da un cardellino poggiato sopra un ramo d'ulivo, il tutto al naturale (citato in (4) – Vol. II pag. 323, in DAlena, in (16) e in (26)) Notizie storiche in Famiglie nobili di Sicilia. |
|        | Cardillo (Catania, Palermo) Titolo: nobili troncato con la fascia in divisa centrata di rosso; nel 1º d'azzurro alla corona marchionale d'oro, sormontata da tre stelle d'argento, ordinate nel capo; nel 2º d'azzurro, al cardellino del suo colore, sorante sopra un ramoscello di verde, fiorito d'argento, nodrito sul terrazzo al naturale (citato in (4) – Vol. II pag. 323, in (16) e in Mango) |
|        | Cardillo (Cosenza) Troncato d'azzurro e di rosso alla fascia d'argento sulla partizione sostenente un cardellino posato d'oro (citato in DAlena e in BLCL) |
|        | Cardillo o Cardile (Messina) Titolo: marchese diviso, d'azzurro, e di rosso, con una fascia d'oro attraversante sul diviso, sormontata da un cardillo dello stesso. Corona di marchese (citato in (26)) Notizie storiche in Famiglie nobili di Sicilia. Ulteriori notizie storiche in Famiglie nobili di Sicilia. |
|        | Cardinale e Cardinale di Messina (Sicilia) Titolo: barone di Cariato o Carioso troncato d'oro e d'azzurro (citato in Mango) d'oro, diviso d'azzurro. Corona di barone (citato in (26)) Notizie storiche in Famiglie nobili di Sicilia. |
|        | Cardinale di Palermo (Sicilia) d'azzurro, al leone d'oro, lampassato di rosso, sostenente con la lingua un uccello rivolto e posato di nero, il leone attraversato dalla banda del secondo, caricata verso il capo da una stella di sei raggi di rosso (citato in Mango) |
|        | Cardinali (Palermo) stella (6 raggi) di rosso in alto a sinistra su banda di oro su - leone rampante dello stesso su azzurro - uccello di nero rivolto posato sulla lingua di rosso del leone (citato in LEOM) |
|        | Cardinali (Toscana) (DE) Gold-grün geteilt (citato in (28)) |
|        | Cardinali (Firenze) Troncato d'oro e di verde, allo scudetto rotondo del Popolo fiorentino attraversante (citato in (13)) |
|        | Cardinali (Firenze) D'azzurro, all'anello d'oro incastonato d'argento, attraversato da un nastro pure d'argento caricato del motto DILIGE in caratteri di nero; il tutto in mezzo a tre stelle a otto punte d'oro, 2.1 (citato in (13)) |
|        | Cardinali (Compiano) (la blasonatura non è stata ancora caricata) (citato in DAlena) |
|        | Cardinali (Roma, Velletri) 2 bande di nero chiodate (punteggiate di palline) di oro su rosso (citato in LEOM) |
|        | Cardinali (Roma, Velletri) 2 bande di argento caricate ciascuna di 3 cardini di oro su rosso (citato in LEOM) |
|        | Cardines o Cardenas (Sicilia) d'oro a due lupi passanti l'uno sull'altro d'azzurro, posti in fascia e la bordatura di rosso, caricata di otto conchiglie e otto S maiuscoli d'oro, alternati (citato in Mango) d'oro, con due lupi d'azzurro passanti l'uno sul l'altro, e la bordura di rosso caricata da otto conchiglie d'oro alternate con otto lettere S majuscole romane dello stesso. Corona di barone (citato in (26)) Notizie storiche in Famiglie nobili di Sicilia. |
|        | Cardini (Colle, Pescia) D'azzurro, a due fiori di cardo d'oro, con i gambi decussati e sradicati (citato in (13)) |
|        | Cardini (Firenze) Trinciato: nel 1º di..., alla testa umana di..., attortigliata di...; nel 2º di... pieno (citato in (13)) |
|        | Cardo (Molise) (la blasonatura non è stata ancora caricata) (citato in DAlena) |
|        | Cardoli (Narni) gemella abbassata in banda di oro su azzurro - tigre rampante di oro su azzurro - capo d'Angiò cucito (citato in LEOM) |
|        | Cardona (Siracusa) Titolo: nobili; conte di Cardona, Collisano, Chiusa, Regio, Caltabellotta; marchese di Padula, Giuliana di rosso, con tre cardoni fioriti, gambuti e fogliati d'oro. Corona di conte (citato in (26)) alias di rosso, a tre cardi fioriti d'oro, fogliati e gambuti di verde (citato in (4) - Vol. II pag. 323, in (5) - pag. 114, in (16) e in Mango) Notizie storiche in Famiglie nobili di Sicilia. |
|        | Cardona (Siracusa) Titolo: nobili inquartato: nel 1º di rosso, a tre cardi d'oro gambuti, fogliati e fioriti dello stesso; nel 2º d'oro a quattro pali di rosso e la banda d'oro attraversante; nel 3º d'azzurro, alla banda d'oro; nel 4º d'azzurro, a due leoni controrampanti a una colonna coronata all'antica al naturale (citato in (4) – Vol. II pag. 323, in (16) e in (26)) Notizie storiche in Famiglie nobili di Sicilia. |
|        | Cardona (Cesena) (la blasonatura non è stata ancora caricata) (citato in BLCW) Immagine in Blasone Cesenate. |
|        | Cardona Albini (Napoli) 3 fiori di cardo di oro gambuti di verde posti 1,2 su rosso - mano di aquila di nero su azzurro - luna di argento in alto su azzurro (citato in LEOM) |
|        | Cardona di Calcabottaccio (Napoli) Titolo: nobile col predicato di Calcabottaccio di rosso con tre fiori di cardo posti 2, 1 (citato in (4) – Vol. II pag. 324 e in (16)) |
|        | Cardonas (Sardegna) (d'oro, a quattro pali di rosso) (citato in Cardonas, su athenanoctua.com. URL consultato l'11 dicembre 2020 (archiviato dall'url originale il 28 giugno 2013).) |
|        | Cardonato o Cardonat o Cardonati (Pinerolo) D'argento, alla pianticella di cardo, al naturale Motto: Patere aut abstine (citato in (15)) |
|        | Cardone di Prignano (Prignano Cilento) Titolo: marchese di Melito, col predicato di Prignano fasciato di azzurro e di oro col capo cucito di rosso caricato da un fiore di cardo al naturale (citato in (4) – Vol. II pag. 324 e in (16)) |
|        | Cardone o Cardona (Vasto) di rosso a tre cardi d'oro gambuti e fogliati di verde, 2, 1 (citato in DAlena) |
|        | Cardone o Cardona di Calcabottaccio Di rosso con tre fiori di cardo posti 2, 1 (citato in DAlena) |
|        | Carducci (Taranto) fasciato d'argento e d'azzurro alla banda d'oro attraversante; al capo di rosso all'aquila bicipite d'oro coronata dello stesso (citato in (4) – Vol. II pag. 324) |
|        | Carducci (Firenze) Fasciato d'argento e d'azzurro, alla banda attraversante d'oro (Immagine nella Raccolta stemmi Trippini (JPG).) alias Fasciato d'argento e d'azzurro, alla banda attraversante d'oro; con il capo dell'Impero d'Oriente (citato in (13)) |
|        | Carducci (Toscana) d'argento, a tre fasce d'azzurro, alla banda attraversante d'oro (DE) In Silber 3 blaue Balken, überdeckt von 1 goldenen Schrägbalken (citato in (28)) |
|        | Carducci (Toscana) Fasciato d'argento e d'azzurro, alla banda attraversante d'oro; al capo di rosso (DE) Unter rotem Schildhaupt 5mal silber-blau geteilt und überdeckt von 1 goldenen Schrägbalken (citato in (28)) |
|        | Carducci (Toscana) (DE) Unter 1 Schildhaupt, darin 1 Doppeladler, überhöht von 1 Krone (Capo dell'Impero d'Oriente), in Silber 3 schwarze Balken, überdeckt von 1 goldenen Schrägbalken (citato in (28)) |
|        | Carducci o Carduccio (Messina) fasciato d'argento e d'azzurro di sei pezzi, e la banda d'oro attraversante sul tutto (citato in Mango) |
|        | Carducci Agostini (Taranto) inquartato: nel 1º e 4º fasciato d'argento e d'azzurro, alla banda d'oro attraversante, al capo dell'impero orientale (Carducci); nel 2º e 3º troncato: a) d'oro all'aquila bicipite di nero coronata del campo, b) bandato di rosso e d'argento; alla fascia d'azzurro caricata di un crescente d'argento sulla troncatura (Agostini) (citato in (4) – Vol. II pag. 325) |
|        | Carducci Artenisio (Taranto) troncato: nel 1º di rosso all'aquila bicipite di oro; nel 2º fasciato cucito di nero e d'azzurro alla sbarra di oro (citato in (4) – Vol. II pag. 325) |
|        | Carducci Artenisio (Taranto) aquila bicipite di oro su rosso - toro rampante al naturale su argento sormontato da - lambello (3gocce) di rosso su argento - sbarra di oro su fasciato di nero e di azzurro (8 pezzi) (citato in LEOM) |
|        | Carduccio (Sicilia) Titolo: barone del Vescovo fasciato d'argento e d'azzurro di sei pezzi, ed una banda d'azzurro attraversante sul tutto (citato in (26)) Notizie storiche in Famiglie nobili di Sicilia. |

### Care
| Stemma | Casato e blasonatura |
| ------ | --- |
|        | Carea (Chieti) Troncato, d'argento alla sedia, al naturale, e di rosso, al cane d'argento, passante Motto: Vigilantia et fide (citato in (15)) |
|        | Carega (Livorno) Partito d'oro e di rosso, al leone leopardito dell'uno nell'altro, addestrato da un giglio del secondo nel primo (citato in (13)) |
|        | Carega o Carrega (Roma, Livorno) Partito d'oro e di rosso al leone leopardito dell'uno nell'altro, tenente nella branca destra anteriore un giglio rosso (citato in (4) – Vol. II pag. 326) |
|        | Carega o Carrega (Ovada) Partito di rosso e d'oro, al leone di nero, posto in banda e attraversante sulla partizione, tenente con la branca anteriore destra un giglio d'oro (citato in (31)) |
|        | Carella (Leonforte) Titolo: barone di San Giuseppe d'azzurro alla fascia d'argento col leone al naturale, coronato di oro, attraversante (citato in (4) – Vol. II pag. 326, in (16) e in (26)) Notizie storiche in Famiglie nobili di Sicilia. |
|        | Carella-Caro (Sicilia) Titolo: signore di Cugno di Mandrarossa; barone di Rossi Sottani; conte di Mandre di rosso, al fonte al naturale, sostenente due uccelli dello stesso, in atto di bere (Caro) (citato in Mango e in (26)) Notizie storiche in Famiglie nobili di Sicilia. |
|        | Carelli (Torino) Titolo: Conte di Roccastello troncato: al 1º di rosso, al carro rustico di due ruote, d'argento, col timone alzato, sormontato da una stella d'oro; al 2º fasciato d'azzurro e d'argento (citato in (4) – Vol. II pag. 326) Cimiero: leone di oro, armato di spada, nascente Motto: A tout azard |
|        | Carelli (Torino, Moncalieri, Savoia) Titolo: conti di Bassy, Brandizzo, Cevins Partito, al 1º fasciato d'azzurro e d'argento, al 2º di rosso, al carro rustico di due ruote d'argento, con il timone alzato, sormontato da una stella d'oro alias Troncato, al 1º di rosso, al carro rustico di due ruote d'argento, con il timone alzato, sormontato da una stella d'oro, al 2º fasciato d'azzurro e d'argento alias D'azzurro, al carro rustico di due ruote d'argento, sormontato da una stella d'oro nel cantone destro del capo Motto: A tout azard (citato in (15))                                                                                  |
|        | Carelli (Firenze) D'azzurro, al carello scaccato d'oro e di rosso, fioccato d'argento alias D'argento, al carello scaccato d'oro e di rosso, fioccato d'azzurro (citato in (13)) |
|        | Carelli (Modena) (la blasonatura non è stata ancora caricata) (citato in DAlena) |
|        | Carelli (Conversano, Rutigliano) d'azzurro al pino di verde, sinistrato da un leone d'oro controrampante, nutrito su di un monte di tre cime di verde e accompagnato nel capo da tre stelle di sei raggi d'oro (citato in (30)) Cimiero: un leone rampante d'oro tenente con la sinistra una bilancia al naturale |
|        | Carena (Asti) Titolo: signori di Bruno, Lanerio, Magliano; consignori di San Marzano D'azzurro alla croce ancorata, accompagnata da quattro stelle, il tutto d'oro (citato in (15)) |
|        | Carena (Carmagnola) Mareggiato d'argento e d'azzurro, a due delfini di verde, addossati, sostenenti un'ancora di nero, gomenata di rosso, con il capo d'azzurro, carico di tre stelle d'oro, ordinate in fascia Motto: Favet fiducia sorti - Favet fortuna sorti (citato in (15)) |
|        | Carena Castiglioni (Villa Nosetta (Como)) inquartato: nel 1º e 4º d'argento alla stella di 8 raggi di rosso; nel 2º e 3º di rosso pieno Cimiero: un braccio armato di ferro al naturale, la mano di carnagione tenente una spada nuda d'argento Motto: Malo mori quam foedari (citato in (4) – Vol. II pag. 326) |
|        | Carenzoni (Cremona) spaccato; nel primo d'oro a due stelle di otto raggi di rosso; nel secondo di rosso ad una stella di otto raggi d'oro (citato in BLCR) Immagine in Blasonario Cremonese (archiviato dall'url originale il 1º giugno 2017). alias spaccato d'oro e d'argento, alle tre stelle d'argento (?), due affiancate nel primo, e una nel secondo (citato in BLCR) Immagine in Blasonario Cremonese (archiviato dall'url originale il 1º giugno 2017). |
|        | Careri (Catanzaro) D'azzurro al timone di carro d'oro in banda (citato in DAlena e in BLCL) |
|        | Caresana (Vercelli) Titolo: marchesi di Maranzana; conti di Carisio, Larizzate; signori di Caresanablot, Nebbione; consignori di Lagnasco Di nero, a due leoni d'oro illeoparditi, uno sull'altro (arma antica) alias Inquartato, al 1º e 4º di nero, a due leoni d'oro illeoparditi, uno sull'altro; al 2º e 3º d'oro, al castello di tre torri di nero, murato d'oro alias Partito, di Cusani, che è di cinque punti d'oro equipollenti a quattro di verde, e di Caresana Motto: Virtute et fato alias Interzato in fascia, al 1° d'azzurro al sole d'oro, al 2° d'oro, all'aquila di nero, al 3° di rosso al leone (?) passante, d'oro (citato in (15)) |
|        | Caresana o Carazzana (Biella) Inquartato, d'azzurro, e scaccato d'argento e di rosso (citato in (15)) |
|        | Caretta (Genova) bandato di rosso e d'oro di 12 pezzi, al capo d'oro caricato di un'aquila nascente di nero, coronata dello stesso (citato in (2) – pag. 71 e in DAlena) |

### Carf
| Stemma | Casato e blasonatura |
| ------ | --- |
|        | Carfagna o De Carfanies (Molise) (la blasonatura non è stata ancora caricata) (citato in DAlena) |
|        | Carfì (Roma, Vittoria (RG)) d'azzurro a due bande di rosso, (citato in (11) e in (12)) |
|        | Carfì di Serra Rovetto Boscopiano (Roma, Vittoria (RG)) d'argento, all'ancora di nero in palo, affiancata da due monti al naturale; con il capo di rosso e due sciabole d'oro passate in croce di S.Andrea, l'elsa in alto. Motto: Per Aspera Ardua (citato in (11) e in (12)) |
|        | Carfora (Napoli, Arienzo) Titolo: nobili di azzurro a due leoni d'oro controrampanti ad un albero di pino al naturale (citato in (4) – Vol. II pag. 327 e in (16)) |
|        | Carfratelli (Ascoli) Titolo: Patrizi d'azzurro, all'olmo di verde terrazzato dello stesso, accompagnato a destra da un leone ed a sinistra da un cane controrampanti al fusto (citato in (2) – pag. 381 e in DAlena) |
|        | Carfratelli Seghetti (Ascoli Piceno) partito: nel 1º di azzurro all'olmo di verde terrazzato dello stesso e accostato a destra da un leone rampante e a sinistra da un cane rampante, al naturale (Carfratelli); nel 2º di argento con la fascia dentata di ... accompagnata in capo da una rosa di rosso, gambuta di verde e in punta da un monte di tre cime di verde (Seghetti) (citato in (4) – Vol. II pag. 327) |

### Cari
| Stemma | Casato e blasonatura |
| ------ | --- |
|        | Carì (Sicilia) d'azzurro, con un leone di oro rampante sopra una colonna con base e capitello d'argento; ed il motto cupis alta salire (citato in (26)) Notizie storiche in Famiglie nobili di Sicilia. |
|        | Cariddi (Messina) di rosso, al pino d'oro, nodrito sovra un terreno di verde, con due grifi del secondo, coronati dello stesso contra-rampanti e affrontati al tronco (citato in Mango) d'azzurro (!), con due grifi coronati d'oro, contra-rampanti ed affrontati ad un albero di pino sradicato di oro (citato in (26)) Notizie storiche in Famiglie nobili di Sicilia. |
|        | Carignani (Torino) Titolo: Conte di Valloria troncato: al 1º d'azzurro a tre stelle d'argento; al 2º di rosso, al braccio armato, di argento, tenente un ramo di palma, di verde, posto in palo (citato in (4) – Vol. II pag. 327) alias Troncato: al 1° di azzurro a tre stelle d'argento, al 2° di rosso, al braccio armato, d'argento, tenente un ramo di palma, di verde, posto in banda (o in sbarra ?) (citato in (15)) |
|        | Carignani e Carignani di Trepuzzi, Santa Maria di Novi, Carignano e San Todaro (Napoli, Taranto) Titolo: duca di Novoli, marchese, patrizio napoletano, col predicato di Trepuzzi, Santa Maria di Novi, Carignano e San Todaro / duca di Tolve, dei duchi di Novoli, patrizio napoletano d'azzurro al capriolo d'oro, accompagnato da 3 stelle del medesimo due nel capo ed una nella punta (citato in (4) – Vol. II pag. 327 e in (16)) d'azzurro al capriolo d'oro, accompagnato da tre stelle d'oro di otto raggi, due nel capo ed una nella punta (citato in (19)) Notizie storiche in Nobili napoletani. |
|        | Carignani (Savigliano) Titolo: conti di Chianocco Di rosso al levriero d'argento, rampante (citato in (15)) |
|        | Carini (Firenze) D'argento, al leone di rosso, armato e lampassato di nero (citato in (13)) |
|        | Carini (Firenze) Di..., alla testa di leopardo di..., bailonata di una spada di... (citato in (13)) |
|        | Carini (Toscana) (DE) In Silber 1 roter Löwe (citato in (28)) |
|        | Carisi (Chioggia) (la blasonatura non è stata ancora caricata) (citato in Araldica gentilizia (archiviato dall'url originale il 24 settembre 2015).) |
|        | Carisio (Ivrea) D'oro, al palo di rosso, accompagnato da due rami d'olivo, fruttati e fogliati di verde, posti in palo, con il capo d'oro, sostenuto di rosso, carico di un'aquila di nero (citato in (15)) |
|        | Carissima (Trapani) Titolo: barone di Favignana, Levanzo, Marettimo troncato; nel 1° di rosso, alla croce potenziata d'oro; nel 2° di rosso, a tre bande d'oro (citato in Mango) alias di rosso, con tre bande d'oro ritirate in punta, sormontate da una croce potenziata dello stesso. Corona di barone (citato in (26)) Notizie storiche in Famiglie nobili di Sicilia. |
|        | Carissimo (Oria, Francavilla Fontana, Roma, Milano) Titolo: Patrizi di Benevento troncato: nel 1º di azzurro al cuore sormontato di 3 stelle male ordinate il tutto d'argento. Nel 2º d'argento a tre sbarre d'azzurro (citato in (4) – Vol. II pag. 328 e in (16)) |
|        | Carituso o Caritusis (Giovinazzo, Rutigliano) d'oro alla banda di rosso accompagnata da due rose dello stesso, una in capo e una in punta (citato in (30)) |

### Carl
| Stemma | Casato e blasonatura |
| ------ | --- |
|        | Carleni (Amelia) 4 scaglioni di oro su azzurro (citato in LEOM) |
|        | Carleschi (Arezzo) Trinciato: nel 1º d'azzurro, al leone leopardito d'oro; nel 2º di rosso, a due ruote d'oro; il tutto ordinato nel senso della trinciatura (citato in (13)) |
|        | Carlesi (Pistoia) D'azzurro, a tre stelle a otto punte ordinate in fascia d'oro, accompagnate in punta dal mare dello stesso; e al capo d'oro sostenuto da una divisa di rosso e caricato di un'aquila bicipite dal volo spiegato di nero (citato in (13)) |
|        | Carlesi (Pistoia) fascia di rosso su troncato di oro e di azzurro - aquila bicipite di nero su oro - campagna mareggiata di oro su azzurro - 3 stelle (8 raggi) di oro poste in fascia in alto su azzurro (citato in LEOM) |
|        | Carletti (Arcevia, Ancona, Sassoferrato) di argento alla fenice al naturale nella sua immortalità di rosso, fissante un sole raggiante d'oro, posto nel cantone destro dello scudo, e accompagnato in punta da un nastro su cui è scritto: Nil mortale putes (citato in (4) – Vol. II pag. 328) |
|        | Carletti (Roma) d'azzurro alla torre merlata e finestrata d'argento terrazzata di verde accompagnata in capo da una cometa d'oro (citato in (4) – Vol. II pag. 330) |
|        | Carletti (Firenze) Di..., a due delfini nuotanti l'uno sull'altro di..., sormontati da una squadra posta in fascia con la traversa a sinistra di..., e accompagnati in punta da un crescente montante di... (citato in (13)) |
|        | Carletti (Montepulciano) D'azzurro, alla fascia d'oro, accompagnata in capo da una stella a sei punte dello stesso, e in punta da un crescente montante d'argento (citato in (13)) fascia di oro su azzurro - stella (6 raggi) di oro in alto - luna montante di argento su azzurro in basso (citato in LEOM) |
|        | Carletti (Toscana) (DE) In Blau 1 goldener Balken, begleitet oben von 1 achtstrahligen goldenen Stern, unten von 1 liegenden silbernen Halbmond (citato in (28)) |
|        | Carletti (Vernante) D'azzurro, a tre stelle (6) d'oro, 2, 1 (citato in (15)) |
|        | Carletti di Puccio (Firenze) Partito di... e di..., a due leoni addossati dell'uno nell'altro alias Di..., a due leoni addossati di... (citato in (13)) |
|        | Carletti Giampieri (Arcevia, Senigaglia) partito: nel 1º di argento alla fenice al naturale nella sua immortalità di rosso, fissante un sole raggiante d'oro posto nel 1º cantone, e accompagnata in punta da un nastro su cui è scritto in nero Nil mortale putes(Carletti); nel 2º di azzurro allo scaglione di argento caricato di un giglio accostato da due stelle di 8 raggi, il tutto d'oro; accompagnato in capo da tre stelle di 8 raggi d'oro male ordinate, e in punta da tre spighe di grano legate a mazzetto, d'oro (Giampieri) (citato in (4) – Vol. II pag. 330) |
|        | Carlevaris o Carlevaro (Torino, San Damiano d'Asti) Titolo: conti di S. Damiano; signori de La Motta; consignori di Torre Mondovì D'azzurro, a tre bande d'argento (citato in (15)) alias D'argento, a tre bande d'azzurro (citato in (15)) alias D'argento, al leone di rosso, con il capo d'oro carico di un'aquila coronata, di nero (citato in (15)) leone rampante di rosso su argento - capo d'Impero (citato in LEOM) |
|        | Carli (Roma, Firenze, Firenzuola) d'azzurro al leone d'oro stringente colla branca anteriore destra una crocetta latina di rosso, posta in banda (citato in (4) – Vol. II pag. 331) |
|        | Carli (Fiesole, Livorno) D'azzurro, al leone d'oro tenente con la branca anteriore destra una croce latina di rosso (posta in sbarra) (citato in (13)) |
|        | Carli (Firenze) Di..., al coltello posto in banda di... alias Di..., al coltello posto in banda di..., accompagnato da cinque stelle a otto punte di..., 3.2 (citato in (13)) |
|        | Carli (Firenze) Di..., al leone di..., tenente una croce latina di... (citato in (13)) |
|        | Carli (Livorno) cometa in palo di oro su azzurro - bordura di oro (citato in LEOM) |
|        | Carli (Livorno) leone rampante di oro croce latina di rosso in palo in destra su azzurro (citato in LEOM) |
|        | Carli (Toscana) (DE) In Gold 1 rotgezungter blauer Löwe, mit 3 Pranken 1 rotes Vortragekreuz mit silbernem Stab haltend (citato in (28)) |
|        | Carli (Bologna) d'argento al tronco d'albero al naturale terrazzato di verde, accostato da due leoni al naturale affrontati; col capo di Angiò (citato in (4) – Vol. II pag. 331) |
|        | Carli (Pietrasanta, Pisa, Firenze) Partito: nel 1º d'azzurro, alla fascia di rosso, accompagnata in capo dalla croce di Santo Stefano sormontata da una stella a otto punte d'oro, e in punta da due stelle a otto punte dello stesso; nel 2º pure d'azzurro, alla torre di due piani d'argento, sostenuta da due leoni al naturale coronati d'oro, e cimata da un'aquila dal volo levato di nero coronata d'oro (citato in (13)) |
|        | Carli (Pistoia) Troncato: nel 1º d'oro, al monte di sei cime d'azzurro, sostenuto dalla fascia di rosso passata sulla partizione e sostenente sulle cime laterali due rami di verde fioriti di un pezzo di rosso; nel 2º fasciato ondato d'oro e d'azzurro alias Troncato: nel 1º d'oro, al monte di sei cime d'azzurro, sostenuto dalla fascia di rosso passata sulla partizione e sostenente sulle cime laterali due rami di verde fioriti di un pezzo di rosso; nel 2º d'oro, a due fasce ondate d'azzurro (citato in (13)) |
|        | Carli (L'Aquila) Di rosso al pavone d'argento (citato in DAlena) |
|        | Carli (Comacchio) freccia di argento in palo punta in alto su azzurro - 3 stelle (6 raggi) di oro poste 1,2 su azzurro (citato in LEOM) |
|        | Carli (Cesena) (la blasonatura non è stata ancora caricata) (citato in BLCW) Immagine in Blasone Cesenate. |
|        | Carlieri (Firenze) Di rosso, allo scaglione d'azzurro, accompagnato in capo da due stelle a cinque punte d'oro e in punta da una ruota dello stesso; il tutto sormontato da una colomba dal volo spiegato e rovesciata d'argento alias Di rosso, allo scaglione d'azzurro, accompagnato in capo da due stelle a otto punte d'oro e in punta da una ruota dello stesso; il tutto sormontato da una colomba dal volo spiegato e rovesciata d'argento (citato in (13)) |
|        | Carlini (Genova) d'azzurro al leone d'oro impugnante in palo una lancia d'argento e fissante una nube del medesimo nel cantone destro del capo; terrazzato di verde (citato in (4) – Vol. II pag. 331) |
|        | Carlini (Firenze) Fasciato di sei pezzi di nero e d'argento; con il capo del secondo caricato di una testa di gatto (o pantera, o leopardo) al naturale alias Fasciato di sei pezzi di nero e d'argento; con il capo del secondo caricato di una testa di gatto (o pantera, o leopardo) d'oro alias Fasciato di sei pezzi di nero e d'argento; con il capo del secondo caricato di una testa di gatto (o pantera, o leopardo) al naturale; il tutto abbassato sotto il capo di Santo Stefano alias Fasciato di sei pezzi di nero e d'argento; con il capo del secondo caricato di una testa di gatto (o pantera, o leopardo) d'oro; il tutto abbassato sotto il capo di Santo Stefano (citato in (13)) |
|        | Carlini (Pisa) Fasciato di sei pezzi di nero e d'argento, al capo del secondo caricato di una testa di leone al naturale alias Fasciato di sei pezzi di nero e d'argento, al capo del secondo caricato di una testa di leopardo al naturale (citato in (13)) |
|        | Carlini (Pisa) fasciato di nero e di argento - testa di gatto in maestà al naturale su argento in capo (citato in LEOM) |
|        | Carlini (Ovada) Di verde, al leone rivoltato di rosso, tenente tra le branche una lancia al naturale, posta in palo (citato in (31)) |
|        | Carlini del Lion Bianco (Firenze) Troncato: nel 1º d'oro, al giglio di rosso; nel 2º d'azzurro, alla rosa di rosso (citato in (13)) |
|        | Carlino (Molise) (la blasonatura non è stata ancora caricata) (citato in DAlena) |
|        | Carloni (Firenze) Partito: nel 1º d'oro, al leone di nero, armato e lampassato di rosso; nel 2º palato di quattro pezzi di nero e d'argento (citato in (13)) |
|        | Carloni (Firenze) D'azzurro, alla branca di leone tenente in palo uno stelo cimato da una pina (o pannocchia, o spiga), posta in mezzo a tre stelle a otto punte, 2.1, il tutto d'oro (citato in (13)) |
|        | Carloni (Cremona) d'azzurro, a due cani al naturale, linguati di rosso, posti l'uno di fianco all'altro, collarinati d'oro, legati insieme con una catena dello stesso, rivolti e passanti sulla pianura erbosa. Il tutto al naturale (citato in BLCR) Immagine in Blasonario Cremonese (archiviato dall'url originale il 1º giugno 2017). |
|        | Carloni (Cesena) (la blasonatura non è stata ancora caricata) (citato in BLCW) Immagine in Blasone Cesenate. |
|        | Carloni (Cesena) (d'argento, a tre fasce di nero) (citato in BLCW) Immagine in Blasone Cesenate. |
|        | Carlotti (Verona, Garda, Illasi, Venezia) Titoli: Nobile, Marchese di Riparbella d'azzurro, allo scaglione d'oro, accompagnato: in capo da due leoncini dello stesso, linguati di rosso, affrontati, in punta da una torre quadra d'argento, merlata di quattro pezzi alla guelfa (citato in (4) – Vol. II pag. 332) |
|        | Carlucci (la blasonatura non è stata ancora caricata) (citato in DAlena) |
|        | Carlucci (Toscana) (DE) In Silber 1 rotgezungter blauer Löwe (citato in (28)) |

### Carm
| Stemma | Casato e blasonatura |
| ------ | --- |
|        | Carmaglieri (Acqui) Interzato in fascia, al 1° d'azzurro, al 2° d'argento (alias d'oro) alla colomba d'azzurro, tenente nel becco un ramoscello di ulivo al naturale, al 3° di verde (citato in (15)) |
|        | Carmagne (Aosta) Titolo: consignori di Bosses D'argento, a due pianticelle di verde, sradicate, decussate e ridecussate e passate in tre anelli di rosso (citato in (15)) |
|        | Carmagnola (Carmagnola) Troncato d'oro, al leone coronato di nero, e di rosso, alla torre d'argento alias Di rosso, al castello d'argento di tre torri, quella centrale più alta, con il capo d'argento, carico di un'aquila coronata, di nero alias Di rosso, al mastio d'argento, merlato alla guelfa, aperto del campo, fortificato di tre torri pure merlate, con il capo d'argento, all'aquila di nero, nascente, coronata d'oro (citato in (15)) |
|        | Carmassi (Firenze) Troncato di... e di..., al bulbo attraversante di..., fogliato di..., e sormontato da una stella a otto punte di... (citato in (13)) |
|        | Carmignani (Firenze) Partito d'azzurro e di rosso, alla tenaglia in palo attraversante di nero (citato in (13)) |
|        | Carmignani (Pescia) D'azzurro, al cane rampante d'argento moscato di nero e collarinato di rosso, accompagnato in capo da un lambello a tre pendenti pure di rosso (citato in (13)) |
|        | Carmignani (Pisa) D'azzurro, al cane rampante al naturale, accompagnato in capo da un lambello a tre pendenti di rosso (citato in (13)) |
|        | Carmignani (Toscana) (DE) In Blau 1 rot behalsbandeter silberner Hund, pfahlweise belegt mit 3 silbernen? Lilien und oben begleitet von 1 dreilätzigen roten Turnierkragen (citato in (28)) |
|        | Carmignani (Parma) Titolo: Nobile d'azzurro alla torre merlata al naturale sostenuta da un sole d'oro nascente dalla punta e accompagnata in capo da tre stelle d'oro male ordinate (citato in (4) – Vol. II pag. 333) |
|        | Carmignano (Napoletano) Titolo: principi di Massafra; duca sul cognome; marchesi di Acquaviva e Fornelli di rosso al leone rampante d'oro, lo scudo con bordatura dentata d'oro (citato in (19)) Notizie storiche in Nobili napoletani. |
|        | Carmignano d'Acquaviva d'Isernia (Molise) D'oro al leone rampante di rosso (citato in DAlena) |
|        | Carmignola (Venezia) (FR) Écartelé, aux 1 et 4, d'or, à l'aigle de sable, aux 2 et 3, d'argent, à une couleuvre ondoyante en pal de sinople, engloutissant un enfant de gueules. (citato in DAlena) |
|        | Carminati (Este, Monselice, Padova, Venezia) Troncato: al 1º d'oro all'aquila di nero, bicipite, coronata del campo; al 2º di rosso al carro rustico d'oro (citato in (4) – Vol. II pag. 333) |
|        | Carminati (Bassa Bergamesca e Val Brembana) Spaccato, nel 1° d'oro, all'aquila spiegata di nero; nel 2° di rosso al carretto d'oro (citato in Stemmi della Val Brembana (archiviato dall'url originale il 6 gennaio 2013).) |
|        | Carminati (Tropea) Troncato: il 1° d'argento all'aquila spiegata di nero; il 2° d'azzurro al carro d'oro (citato in BLCL) Immagine in Tropea Magazine. |
|        | Carminati di Brambilla (Milano) semipartito e troncato: nel 1º d'oro all'aquila di nero coronata del campo; nel 2º d'argento al leone di rosso uscente dalla troncatura; nel 3º di rosso al carretto d'oro Cimiero: una testa e collo d'aquila di nero Motto: Spero (citato in (4) – Vol. II pag. 172) |
|        | Carmine (Canobbio) Biscia (citato in DAlena) |
|        | Carminiani (Cesena) (la blasonatura non è stata ancora caricata) (citato in BLCW) Immagine in Blasone Cesenate. |
|        | Carmisino o Cremisino (Messina) troncato, con la fascia in divisa d'argento, nel 1° d'azzurro, alla sbarra d'oro, sinistrata da tre stelle dello stesso, 1 e 2; nel 2° d'oro, al monte di tre cime di rosso, movente da un terreno di verde (citato in Mango) |

### Carn
| Stemma | Casato e blasonatura |
| ------ | --- |
|        | Carnassali (Abruzzo) Inquartato d'azzurro e d'argento (citato in DAlena) |
|        | Carnegrassi (Napoletano) (la blasonatura non è stata ancora caricata) (citato in (19)) |
|        | Carneri (Cles (Trento)) Titoli: Nobile del S. R. I., di Eben e Bergfelden inquartato: nel 1º e 4º d'argento all'aquila di rosso, armata d'oro, tenente nell'artiglio destro una spada nuda, nel sinistro un ramoscello di olivo; nel 2º e 3º d'azzurro ad un monte di verde, sormontato da tre stelle (6) d'oro e male ordinate. Sul tutto d'argento ad una borsetta di nero, ornata di galloncino d'oro Cimiero: l'aquila di nero coronata ed armata d'oro, tenente nell'artiglio destro la spada e nel sinistro il ramoscello di olivo come nello scudo (citato in (4) – Vol. II pag. 334)                                                                   |
|        | Carnesecchi (Firenze) Troncato: nel 1º bandato di sei pezzi d'azzurro e d'oro; nel 2º d'azzurro, al rocco di scacchiere d'oro alias Troncato: nel 1º bandato di sei pezzi d'azzurro e d'oro; nel 2º d'azzurro, al rocco di scacchiere d'oro; con il capo di Leone X alias Troncato: nel 1º bandato di sei pezzi d'azzurro e d'oro; nel 2º d'azzurro, al rocco di scacchiere d'oro; con il capo di Santo Stefano (citato in (13)) |
|        | Carnesecchi (Toscana) d'azzurro, al rocco di scacchiere d'oro; al capo d'azzurro, a tre bande d'oro (DE) Unter blauem Schildhaupt, darin 3 goldene Schrägbalken, in Blau 1 goldener Schachroch (citato in (28)) |
|        | Carnesecchi (Toscana) (DE) Unter blauem Schildhaupt, darin 3 goldene Schrägbalken, in Blau 1 goldener Laubbaum (citato in (28)) Questo stemma compare nelle "Antichità toscane" di Lorenzo Cantini. È un interessante esempio dell'errore reiterato di un erudito. Il tradizionale rocco è sostituito da un albero fronzuto ma questo non è mai stato uno stemma Carnesecchi |
|        | Carnesecchi del Giglio di Prato (Prato) Troncato: nel 1º d'azzurro, al destrocherio di carnagione vestito di rosso, tenente un giglio dello stesso (giglio del comune di Prato); nel 2º pure d'azzurro, a tre sbarre d'oro; e al filetto in fascia d'oro passato sulla troncatura.(Lo stemma mostrato a fianco manca del filetto d'oro in fascia) (citato in (13)) |
|        | Carnevale (Tortona, Firenze) Titolo: Conte troncato:al 1º d'oro all'aquila di nero, sormontata da una corona all'antica, sostenente una stella (6), il tutto del campo; al 2º d'azzurro, a tre fasce, in divisa, d'argento, doppio merlate (citato in (4) – Vol. II pag. 334 e in (15)) alias D'argento, a due fasce doppiomerlate, di rosso moscato di nero, con il capo d'oro, cucito, carico di un'aquila coronata, di nero alias D'argento, a tre fasce doppiomerlate, d'azzurro, con il capo d'oro, cucito, carico di un'aquila coronata, di nero alias Fasciato doppiomerlato di rosso e d'argento, le fasce di rosso moscate d'argento (citato in (15)) |
|        | Carnevale (Tortona, Firenze) aquila di nero coronata di oro su oro corona cimata da stella (6 raggi) dello stesso - 3 fasce doppiomerlate in divisa di argento su rosso (citato in LEOM) |
|        | Carnevale o Chiarnevale (Torino) Inquartato, al 1° al 4° di rosso, alla torre d'argento, al 2° al 3° d'argento, allo scaglione d'azzurro, carico di una stella d'oro, accompagnato da tre trifogli di verde alias Inquartato, al 1° al 4° di rosso, a un rombo d'argento, al 2° al 3° d'argento, allo scaglione d'azzurro, carico di una stella d'oro, accompagnato da tre trifogli di verde Motto: Volatu nemini (citato in (15)) |
|        | Carnevale o Carnovale (Sicilia) di rosso, a due fasce ondate d'argento, e tre stelle d'oro, ordinate in fascia nel capo (citato in Mango) di rosso, con due fasce ondate d'argento, sormontate da tré stelle di oro allineate in fascia. (citato in (26)) alias di rosso, a due fasce ondate d'azzurro, poste nella punta e tre stelle di oro, ordinate 1 e 2 (citato in Mango) Notizie storiche in Famiglie nobili di Sicilia. |
|        | Carnevali (Macerata) d'azzurro al leone d'oro tenente una maschera partita di argento e di nero, accompagnato in capo da un destrocherio vestito di rosso uscente dal fianco sinistro dello scudo, e tenente un grappolo d'uva di porpora (citato in (4) – Vol. II pag. 334) |
|        | Carniani (Toscana) (DE) In Blau 1 aus dem linken Schildrand hervorkommender rot bekleideter Rechtarm, oben begleitet von 1 gestürzten silbernen Halbmond (citato in (28)) |
|        | Carnovali (Cesena) (la blasonatura non è stata ancora caricata) (citato in BLCW) Immagine in Blasone Cesenate. |

### Caro
| Stemma | Casato e blasonatura |
| ------ | --- |
|        | Caro (Biarritz) d'azzurro alla palma al naturale, col capo d'Aragona, che è d'oro, a quattro pali di rosso (citato in (4) – Vol. II pag. 335) |
|        | Caro (Biarritz) d'oro, a 4 pali di rosso e la palma al naturale attraversante (citato in (4) – Vol. II pag. 335) |
|        | Caro (Sicilia) Titolo: barone di Arendaci d'oro, con quattro pali di rosso ed un albero di palma verde soprastante il tutto. Corona di barone (citato in (26)) Notizie storiche in Famiglie nobili di Sicilia. |
|        | Caro (Biarritz) Titolo: signore di Caltavuturo di rosso, al fonte al naturale, sostenente due uccelli dello stesso, in atto di bere (citato in (4) – Vol. II pag. 335 e in (26)) alias d'azzurro alla palma al naturale, col capo d'Aragona (d'oro, a quattro pali di rosso) (citato in (26)) alias d'oro, a quattro pali di rosso e la palma al naturale attraversante (citato in (26)) Notizie storiche in Famiglie nobili di Sicilia. |
|        | Caro o Caro y Potestad braccio sinistro armato uscente da sinistra afferrante con la mano di carnagione una spada in sbarra al naturale su oro (citato in LEOM) |
|        | Carobene (Noto) Titolo: barone della Salina di rosso, alla fascia d'oro, caricata da tre rose del campo (citato in Mango e in (26)) Notizie storiche in Famiglie nobili di Sicilia. |
|        | Carocci (Firenze) D'azzurro, alla ruota d'oro (citato in (13)) (DE) In Blau 1 goldenes achtspeichiges Rad (citato in (28)) |
|        | Caroccio (Todi) giglio partito di oro e di azzurro su partito di azzurro e di oro (citato in LEOM) |
|        | Caroccio (Todi) carro di oro (4 ruote) su terrazzo di verde (timone in sbarra) su azzurro - capo d'Impero (citato in LEOM) |
|        | Caroelli (Milano) Titolo: marchesi di Garbagna, Nibbiola; conti di Vespolate; baroni di Bussoletto D'azzurro, al castello d'argento, accompagnato in capo da due stelle (8) d'oro, in punta da un agnello passante, d'argento (citato in (15)) Notizie storiche in Palazzo Caroelli |
|        | Carola (Molise) (la blasonatura non è stata ancora caricata) (citato in DAlena) |
|        | Caroli o De Caroli o Carli (Saluzzo, Dronero, Grenoble) Di rosso, al leone d'oro (citato in (15)) |
|        | Caroli o De Caroli o Carli o Carles (Susa) Di rosso, al leone d'oro (citato in (15)) |
|        | Caroli (Saluzzo) di rosso, al leone d'oro (Immagine nella Raccolta stemmi Trippini (JPG).) |
|        | Carolo (Altino-Venezia) (Immagine in Armas de los cavalleros de Veneçia.) |
|        | Caron Un scudo azzurro ad una croce rossa e sopra una punta d'oro carica d'una croce patente rossa accompagnata da quattro crescenti di luna, montanti verdi Motto: Unicuique suum (citato in (15)) |
|        | Caronasi (Firenze) D'argento, alla banda doppiomerlata di rosso (citato in (13)) |
|        | Carosi (Firenze) Scaccato di... e di..., al capo di... (citato in (13)) |
|        | Carosi (Firenze) D'azzurro, al crescente montante d'argento, sormontato da una stella a otto punte d'oro; con il capo cucito d'Angiò (citato in (13)) |
|        | Carosi (Toscana) (DE) In Blau 1 goldener Schrägbalken, unten begleitet von 1 liegenden goldenen Halbmond (citato in (28)) |
|        | Carosi (Velletri) d'oro al toro, poggiante sopra un monte di tre cime al naturale (citato in (4) – Vol. II pag. 335) |
|        | Carosi (Toscana) (DE) In Silber 1 dreilätziger roter Turnierkragen und 1 blau-gold schräggevierte Scheibe balkenweise (citato in (28)) |
|        | Carosi (Venezia) (FR) Fascé d'or et d'azur, au chef d'argent, ch. d'un lion issant de gueules. (citato in http://www.euraldic.com/lasu/bl/bl_c_ar.html) |
|        | Carosi Martinozzi (Carbognano) (la blasonatura non è stata ancora caricata) |
|        | Carosini (Venezia) palato d'oro e d'azzurro di quattro pezzi (citato in (2) – pag. 399, in (5) - pag. 146 e in DAlena) |
|        | Carotenuto (Napoletano) d'oro, all'albero di pino sostenuto da due leoni affrontati, il tutto al naturale (citato in (33)) |
|        | Caroti (Pistoia) Trinciato cuneato d'oro e d'azzurro, alla banda d'argento sostenuta dalle punte del cuneato, e sostenente un cane passante al naturale collarinato d'argento (citato in (13)) |
|        | Carotti (Falconara, Monsavito) di azzurro alla fascia d'oro sormontata da un sole dello stesso con una pianura deserta in punta, con una grotta rocciosa a destra custodita da un leone accovacciato, rivoltato, e con la testa in maestà, il tutto al naturale (citato in (4) – Vol. II pag. 335) |
|        | Carotti (Firenze) D'azzurro, al rincontro di bue d'argento sormontato da tre stelle a otto punte d'oro ordinate in capo, e accompagnato in punta da tre crescenti montanti d'argento, 2.1 (citato in (13)) |
|        | Carovita (Abruzzo) (la blasonatura non è stata ancora caricata) (citato in DAlena) |

### Carp
| Stemma | Casato e blasonatura |
| ------ | --- |
|        | Carpani (Milano) d'oro al castello merlato alla ghibellina, fondato nella pianura erbosa, attraversante sopra un carpino nodrito nella medesima; il tutto la naturale, sinistrato e sostenuto da un leone al naturale (citato in (4) – Vol. II pag. 336) |
|        | Carpani (Milano) castello (2 torri laterali) di rosso su oro aperto del campo e merlato alla ghibellina - albero di carpino al naturale su terrazzo di verde visibile dalla porta - leone rampante contro il castello al naturale su oro (citato in LEOM) |
|        | Carpani (Tortona) D'azzurro, al maschio d'argento, torricellato di due pezzi, aperto del campo, fondato sulla pianura erbosa, con un carpino, nutrito sulla pianura davanti alla porta, attraversante, con il capo d'oro, all'aquila di nero, coronata dello stesso (citato in (15)) |
|        | Carpani o Carpano (Bioglio) D'argento, al carpino decussato, di verde, movente dalla punta, accompagnato da tre stelle, di rosso, una in capo, due in punta Motto: In honore virtus (citato in (15)) |
|        | Carpanis (la blasonatura non è stata ancora caricata) (citato in DAlena) |
|        | Carpano (Biella) D'azzurro, al pesce carpio d'argento, posto in palo (citato in (15)) |
|        | Carpanti (Firenze) D'azzurro, alla croce d'argento caricata nel cuore dalla lettera maiuscola E di nero, e accantonata da quattro pesci ordinati in cinta d'argento alias Di verde, alla croce viticciata e frecciata di rosso, attraversata in cuore dalla lettera maiuscola B di nero, e accantonata da quattro pesci ordinati in cinta d'argento (citato in (13)) |
|        | Carpanti (Toscana) (DE) In Blau 1 silbernes Kreuz, belegt mit 1 schwarzen Majuskelbuchstaben E und oben beidseitig bewinkelt von 2 einwärtsgekehrten schräglinks und schräg gelegten Delphinen (citato in (28)) |
|        | Carpantier (Firenze) D'azzurro, al destrocherio di carnagione vestito al naturale, tenente in palo un ramo di corallo di rosso (citato in (13)) |
|        | Carpasia o Carpasio (Ovada) Partito: nel 1° d'oro, all'aquila bicipite dimidiata col volo abbassato di nero, uscente dalla partizione e coronata di rosso; nel 2° d'argento, a tre fasce di rosso (citato in (31)) |
|        | Carpegna (Cagli) (la blasonatura non è stata ancora caricata) (citato in DAlena) |
|        | Carpegna (Roma) (la blasonatura non è stata ancora caricata) (Immagine nell' Archivio Storico Capitolino (PDF).) |
|        | Carpegna (Cesena) (la blasonatura non è stata ancora caricata) (citato in BLCW) Immagine in Blasone Cesenate. |
|        | Carpentari (Bisterza (Carnaro), Verona)Titoli: Nobile di Mezzomonte, Cavaliere del S. R. I. inquartato: nel 1º e 4º d'oro alla sbarra di rosso caricata di sei triangoli d'argento uno accanto all'altro, la base in alto, colla semiluna calante d'azzurro sulla sbarra; nel 2º e 3º d'azzurro all'albero di carpano d'oro, piantato su una campagna di verde e sostenuto da due leoni coronati di oro con la coda biforcata, linguati di rosso e controrampanti; sul tutto, uno scudetto coronato, d'argento a due monti di verde salienti dalla punta ai due lati del capo Cimieri: a destra: un semivolo d'oro, caricato della sbarra e della semiluna del 1º e 4º punto; a sinistra un leone nascente, tenente l'albero sradicato come nel 2º e 3º punto (citato in (4) – Vol. II pag. 337) |
|        | Carpentieri (Napoli) (la blasonatura non è riportata) (citato in (4) – Vol. II pag. 337) |
|        | Carpinel (Savoia) D'argento, a tre fasce di verde, la superiore e l'inferiore caricate di quattro stelle ciascuna, quella di mezzo di una stella, il tutto d'oro alias D'argento, a tre fasce di verde, la superiore e l'inferiore caricate di quattro stelle ciascuna, quella di mezzo di una gemella, il tutto d'oro Motto: De la vertu vient la gloire (citato in (15)) |
|        | Carpinteri (Sicilia) d'azzurro, al pino sradicato trattenuto da due leoni, contra-rampanti al tronco, il tutto d'oro (citato in Mango) d'azzurro, con due leoni affrontati d'oro contra-rampanti sopra un albero sradicato dello stesso (citato in (26)) Notizie storiche in Famiglie nobili di Sicilia. |
|        | Carpinto (Sicilia) partito; nel 1° d'azzurro, con sei stelle d'argento ordinate 3. 2, e 1 ; nel 2° d'argento con tre bande di rosso (citato in (26)) Notizie storiche in Famiglie nobili di Sicilia. |

### Carr
| Stemma | Casato e blasonatura |
| ------ | --- |
|        | Carra (Parma) 3 stelle (5 raggi) di argento su banda di oro su - 3 pali di rosso su argento (citato in LEOM) |
|        | Carrà (Tropea) D'oro a quattro pali di rosso (citato in BLCL) Immagine in Tropea Magazine. |
|        | Carrabetti o Becari (Cesena) (la blasonatura non è stata ancora caricata) (citato in BLCW) Immagine in Blasone Cesenate. |
|        | Carradis (la blasonatura non è stata ancora caricata) (citato in DAlena) |
|        | Carradori (Montefano (Marche)) troncato: nel 1º di argento al carro al naturale; nel 2º d'oro a tre sbarre di rosso, col capo d'Angiò (citato in (4) – Vol. II pag. 337) |
|        | Carradori troncato d'argento al carro di rosso, e d'azzurro, alla banda di rosso, bordata d'oro; col capo d'Angiò (citato in (5) – pag. 106) |
|        | Carradori (Firenze) Di rosso, a tre ruote d'oro, 2.1 alias D'argento, al leone d'azzurro, seminato di ruote del campo alias D'argento, al leone d'azzurro, seminato di ruote del campo; con il capo d'azzurro caricato di una vela gonfia d'argento (citato in (13)) |
|        | Carradori (Cesena) (la blasonatura non è stata ancora caricata) (citato in BLCW) Immagine in Blasone Cesenate. |
|        | Carradori Fregoso (Rimini) partito: nel 1º troncato: a) di argento al carro al naturale; b) di oro a tre sbarre di rosso; col capo d'Angiò (Carradori); nel 2º troncato innestato di nero e d'argento (Fregoso) (citato in (4) – Vol. II pag. 338) |
|        | Carrafa, Principi di Stigliano o Caraffa tre fasce d'argento poste in campo rosso (citato in (5) - pag. 127 e in (6) – pag. 385) |
|        | Carrafa (Tropea) (LA) campum rubeum cum quatuor barras argenteas (citato in BLCL) Notizie storiche in Tropea Magazine. |
|        | Carrafa (Cesena) (la blasonatura non è stata ancora caricata) (citato in BLCW) Immagine in Blasone Cesenate. |
|        | Carrafino (Napoletano) (la blasonatura non è stata ancora caricata) (citato in (19)) |
|        | Carrano (Campania) partito; nel 1° d'azzurro, con cinque stelle d'argento ordinate 3, 2; nel 2° d'argento con tre bande di rosso (citato in PGLN) |
|        | Carrano (Sicilia) d'azzurro, con un carro a cavalli d'oro camminante in un terreno al naturale, sormontato da tre stelle d'oro allineate in fascia (citato in (26)) Notizie storiche in Famiglie nobili di Sicilia. |
|        | Carrano (Salernitana - Diano - Napoli) di rosso ad una ruota di carro di oro, con quattro stelle dello stesso tre male ordinate sopra la ruota ed una in punta dello scudo (citato in PGLN) |
|        | Carranti (Imola, Bologna) d'azzurro al destrocherio vestito di rosso tenente un grappolo d'uva bianca fogliato al naturale, accompagnato in punta da una ruota di sette raggi d'oro; col capo di Angiò (citato in (4) – Vol. II pag. 338) |
|        | Carranza o Caranza (Varese Ligure, Parma, Pisa, Napoli, Spagna) Titolo : Conti, Baroni, Nobili inquartato, nel 1° e nel 4° d'argento al lupo passante di nero, nel 2° e nel 3° di verde alla torre d'argento murata di nero; (ES) quartelado: en el primero y ultimo, en campo de plata , un lobo andante de sable. En el segundo y tercero, en campo verde, una torre de plata (citato in (41) pag. 271 ed in (43) ) Di verde, alla fascia di rosso, abbassata sotto il capo d'argento caricato da una volpe (o donnola) passante al naturale. (citato in (4) e (29) e (40) ) Di verde , alla fascia di rosso, abbassata sotto il capo d'argento caricato da un veltro nero retto (citato in (42) ) Di verde , alla fascia di rosso, abbassata sotto il capo d'argento caricato da un lupo passante di nero . (Sepolcro del Vescovo Nicolò presso Cattedrale di Fidenza) Motto: Dum Spiro Spero |
|        | Carrara (Villa di Serio (Bergamo)) troncato: al 1º di rosso alla sirena di due code, di carnagione; al 2º di azzurro alla botte d'oro, colla fascia d'argento attraversante sulla troncatura e caricata di 3 stelle di 6, d'oro (citato in (4) – Vol. II pag. 339 e in Stemmi della Val Brembana (archiviato dall'url originale il 6 gennaio 2013).) |
|        | Carrara (Salerno) Titolo: patrizio di Salerno di azzurro a tre ruote d'oro ordinate in fascia, accompagnate in punta da tre stelle del medesimo col capo cucito d'oro all'aquila di nero, coronata del campo (citato in (4) – Vol. II pag. 339) |
|        | Carrara (Firenze) D'argento, al carro a quattro ruote di rosso posto in palo; con il capo di Francia (citato in (13)) |
|        | Carrara (Venezia) (FR) D'argent, à un train de chariot avec ses quatre roues, le tout de gueules, posé en pal, le limon en haut. (citato in http://www.euraldic.com/lasu/bl/bl_c_ar.html) |
|        | Carrara (Cesena) fascia di argento su azzurro - 3 fiamme di rosso uscenti dalla fascia su azzurro - 2 stelle (5 raggi) di oro in alto su azzurro - 3 sbarre di argento su azzurro (citato in LEOM) |
|        | Carrara (Cesena) (la blasonatura non è stata ancora caricata) (citato in BLCW) Immagine in Blasone Cesenate. |
|        | Carrara Cagni (Genova, Torino) Titolo: conti con il predicato di Bu Meliana Troncato, al 1° d'azzurro, al cane lupo d'argento, linguato di rosso, nascente dalla partizione, accompagnato nel cantone destro del capo di una stella (6), dello stesso, al 2° d'oro, a tre stelle (6) d'azzurro, male ordinate (citato in (15)) |
|        | Carrara o Carrara Rodiani della Porta (Trevi) (la blasonatura non è stata ancora caricata) Notizie storiche nel sito della Associazione Pro Trevi. |
|        | Carraresi (Firenze) Troncato: nel 1º d'azzurro, a tre gigli d'oro, 1.2; nel 2º di rosso, alla ruota d'oro (citato in (13)) |
|        | Carrari d'argento, al carro di rosso, posto in palo (citato in (5) - pag. 116) |
|        | Carrari partito: nel 1º ripartito di rosso e d'argento, alla ruota dell'uno nell'altro; nel 2º d'azzurro, a tre canne di verde, moventi dalle fauci di un drago d'oro, uscente da un terreno pure di verde, in punta (citato in (5) - pag. 152) |
|        | Carrasia o Carraria (Casale) Titolo: consignori di Villanova Monferrato D'argento, al carro all'antica (?) di rosso (?), sostenente una sirena, tenente le due code con le mani, al naturale (?), accompagnata da due stelle, di rosso (?), con il capo d'oro, carico di un'aquila di nero (citato in (15)) |
|        | Carrassi o Carassi (Fossano, Torino) Titolo: Marchese del Villar inquartato: al 1º e 4º d'azzurro alla cometa d'oro, posta in palo; al 2º e 3º d'argento al bastone di legno, di nero, con due tralci di vite al naturale, accollati, decussati e ridecussati Cimiero: la vite potata Motto: Gemendo germinat (citato in (4) – Vol. II pag. 339) |
|        | Carresini (Venezia-Vicenze) (FR) De gueules, à cinq vergettes d'or. (citato in http://www.euraldic.com/lasu/bl/bl_c_ar.html) |
|        | Carratelli o Carretelli (Amantea) Titolo: patrizi di Amantea di rosso alla fascia d'oro, caricata di 3 stelle di azzurro, accompagnata in capo da un'aquila di nero, uscente e coronata d'oro; e nella punta da una botte d'oro posta in palo e sostenuta da due leoni affrontati, dello stesso (citato in (4) – Vol. II pag. 339 e in (16)) |
|        | Carrega (Genova, Roma) partito di oro e di rosso al leone leopardito dell'uno nell'altro, sostenente nella branca anteriore destra un giglio d'azzurro Cimiero: un'aquila di nero Supporti: due grifoni affrontati di nero (citato in (4) – Vol. II pag. 340 e in DAlena) (la blasonatura non è stata ancora caricata) (Immagine nella Raccolta stemmi Topoguz.) |
|        | Carrega o Carrega Bertolini (Genova, Roma) inquartato: nel 1º e 4º partito di oro e di rosso al leone leopardito dell'uno nell'altro, sostenente nella branca anteriore destra un giglio d'azzurro (Carrega); nel 2º e 3º d'azzurro alla fascia di rosso bordata d'oro, accompagnata da tre crescenti d'oro ordinati in palo, l'uno in capo e due in punta, e da due stelle d'oro, l'una nel canton destro del capo, l'altra nel canton sinistro della punta (Bertolini) (citato in (4) – Vol. II pag. 340) leone passante partito di rosso e di oro su partito di oro e di rosso giglio di azzurro in destra - fascia di rosso bordata di oro su azzurro - 3 lune montenti di argento in palo su azzurro poste una in alto e 2 in basso - 2 stelle (8 raggi) di oro su azzurro poste in banda (citato in LEOM) |
|        | Carrega Bertolini (Pisa) Partito: nel 1º ripartito d'oro e di rosso, al leone leopardito dell'uno all'altro, tenente con la branca anteriore destra un giglio del secondo; nel 2º d'azzurro, alla fascia di rosso e a tre crescenti montanti d'argento ordinati in palo, quello centrale attraversante sulla fascia, e accompagnati da due stelle a otto punte d'oro, una nel cantone destro del capo e una nel cantone sinistro della punta (citato in (13)) |
|        | Carrega Bertolini (Genova) Titolo: principi di Lucedio Partito d'oro e di rosso al leone, illeopardito, dell'uno nell'altro alias Partito d'oro e di rosso al leone, illeopardito, dell'uno nell'altro, tenente con la zampa anteriore destra un giglio d'azzurro alias Inquartato, al 1° e 4°, partito d'oro e di rosso al leone, illeopardito, dell'uno nell'altro, tenente con la zampa anteriore destra un giglio d'azzurro; al 2° e 3°, d'azzurro alla fascia di rosso orlata d'oro, accompagnata sopra da una mezzaluna montante d'argento, sormontata a destra da una stella (8) d'oro; sotto da due mezzelune montanti d'argento, una sull'altra, la prima sinistrata da una stella (8) d'oro alias Partito di rosso e d'oro, al leone di nero, attraversante sulla partizione, tenente con la zampa anteriore destra un giglio d'oro (citato in (15)) |
|        | Carrel (Valtournanche) Titolo: baroni di Brissogne D'azzurro alla pianticella di frumento d'oro, di tre spighe alias Inquartato, al 1° e 4° palato di rosso e d'argento, con il capo del secondo (probabile imperfezione nel rappresentare l'arma Montagny, che è d'oro a tre pali di rosso, con il capo d'argento), al 2° e 3° di nero, al gallo d'argento, crestato, barbato e membrato di rosso, con il capo d'argento, carico di un sole di rosso orizzontale destro (Gal), sul tutto di Carrel (citato in (15)) |
|        | Carrel o Carrella (Biella, Aosta) Interzato in fascia, al 1° d'argento, all'aquila di nero, allumata e armata di rosso; al 2° d'azzurro, al castello d'argento, mattonato di nero, al 3° d'argento, a tre sbarre di nero (citato in (15)) |
|        | Carrelli e Carrelli Palombi (Napoli) d'azzurro al castello di tre torri coperte fondato sulla campagna, il tutto d'argento, col capo di rosso caricato di tre quadretti di oro (citato in (4) – Vol. II pag. 341) castello (3 torri coperte) di argento su terrazzo di verde su azzurro - 3 quadretti di rosso su oro in capo posti 2,1 (citato in LEOM) |
|        | Carrelli (Napoli, Capua) Titolo: nobili d'azzurro al castello di tre torri sulla campagna d'argento, col capo di rosso di tre quadretti d'oro (citato in (16)) |
|        | Carrelli (Aosta) Partito, d'azzurro alla mezz'aquila d'oro, movente dalla partizione, e d'oro, a due fasce di rosso, cariche di tre colombe d'argento, due sulla prima fascia alias Partito, d'azzurro alla mezz'aquila d'oro, linguata e armata di rosso, movente dalla partizione, e d'oro, a due fasce di rosso Motto: Unus mihi una fides unus princeps (citato in (15)) |
|        | Carrera partito: a destra d'azzurro al cane d'argento, rampante, collarinato d'oro, rivoltato: a sinistra troncato: al 1º palato di rosso e d'oro di otto pezzi; al 2º di rosso all'uccello d'argento, passante (citato in (4) – Vol. I pag. 507) |
|        | Carretta cotissato di rosso e d'oro, di dodici pezzi, col capo d'oro, caricato di un'aquila nascente di nero, coronata dello stesso (citato in (5) - pag. 122) |
|        | Carretto (Sicilia) Titolo: barone di Calatabiano, Siculiana; conte di Ragalmuto, Gagliano; principe di Ventimiglia di rosso, con un carro tirato da quattro leoni coronati, guidati da un uomo armato impugnante colla destra una spada sguainata, e colla sinistra tenendo il freno, il tutto d'oro; portante un'aquila spiegata e coronata di nero, caricata nel petto d'uno scudo di rosso con cinque sbarre d'oro. Corona di conte (citato in (26)) Notizie storiche in Famiglie nobili di Sicilia. |
|        | Carri (Firenze) D'azzurro, all'oca ferma d'argento (citato in (13)) |
|        | Carri (Toscana) (DE) In Blau 1 schreitender silberner Vogel (citato in (28)) |
|        | Carriglio (Cesena) (la blasonatura non è stata ancora caricata) (citato in BLCW) Immagine in Blasone Cesenate. |
|        | Carroccio (Lanzo, Torino) marchesi di Bussoleno con Antignasco e Castel Borello; conti di Castellamonte, Oglianico, S. Giorgio; consignori di Barbania, Brosso, Lessolo, Piè di Lirano Interzato in palo, al 1º d'azzurro al carro d'oro di quattro ruote, montanti, al 2º di rosso al cavallo d'argento, gaio, ritto e rivoltato, al 3º di rosso a tre fiocchi d'argento, sormontati da una corona d'oro Motto: Fidelis curro - Si à Dieu plait tout bien sera - Fideli tolerantia (citato in (15)) |
|        | Carroccio Titolo: conti di Villarfocchiardo D'azzurro, al carro d'oro di quattro ruote, montanti Motto: Fidelis curro - Si à Dieu plait tout bien sera - Fideli tolerantia (citato in (15)) |
|        | Carroccio (Cuneo) scheletro di un carro di oro in banda timone in palo su azzurro (citato in LEOM) |
|        | Carroccio (Vernante) Titolo: conte di Monale e Bastia D'azzurro, al carro d'oro di quattro ruote, montanti (citato in (15)) alias Uno scudo d'oro troncato di sangue a un leone posato sopra una ruota d'azzurro, il tutto dell'uno nell'altro (citato in (15)) uno scudo d'oro troncato di sangue ad un leone posato sovra una ruota d'azzurro, il tutto dell'uno nell'altro chiuso, in profilo rosso, con pennoni e arabeschi (citato in (22)) alias uno scudo d'azzurro quadripuntato carico di un carroccio o carrozza d'oro (citato in (22)) alias un carrozzo d'oro con due ruote in capo di azzurro (Carroccio di Lanzo) (citato in (22)) Cimiero: una donna nascente al naturale, vestita con un sole in petto / un cavallo nascente d'argento Motto: Dum volvitur sto - Fidelis curro |
|        | Carron (Torino) Titolo: marchesi di Aigueblanche e St. Thomas, Avigliana, Cambiano, N. D. de Briançon, Sommariva Perno; conti di Buttigliera, Carpenea, Cerrione, Rosta, Vottignasco; baroni di Valgrana; signori di Aime, Balangero, Barone, Bellecombe, Bozel, Castagnito, Castagnole Lanze, Marcelaz, Moncucco, Monteu Roero, Neive, Pogliano, Settime, Villa del Bosco; consignori di Montaldo Roero, Roasenda, S. Stefano Roero Inquartato in croce di S. Andrea di due foglie di sega di rosso, al 1º e 4º d'oro, al 2º e 3º d'azzurro a due fasce d'oro alias Inquartato in croce di S. Andrea di due foglie di sega di rosso, al 1º e 4º d'oro, al 2º e 3º d'azzurro a due fasce d'oro; e sul tutto uno scudetto d'azzurro a tre biglietti d'argento, 2 e 1 Motto: Luce sola duce (citato in (15)) |
|        | Carroz (Villasimius) inquartato: nel 1º e 4º d'oro a due fasce di rosso; nel 2º e 3º d'oro pieno Notizie storiche nel Sito comunale di Villasimius (archiviato dall'url originale il 28 settembre 2007). Ulteriori notizie storiche in Athena noctua (archiviato dall'url originale il 4 marzo 2016). |
|        | Carroz (Sardegna) Titolo: conte di Quirra inquartato: nel 1º e 4º controinquartato: in a) e d)fasciato d'oro e di rosso; in b) e c) d'oro pieno; nel 2º e 3º d'argento, al leone di rosso) (citato in ) |
|        | Carroz Centelles (Sardegna) Titolo: barone di Uras, Monreale, San Michele, Pula; visconte di Romagna; conte di Catanzaro, Belcastro, Castroreale, Gagliano; marchese di Crotone, Quirra: duca di Candia, Precacore (inquartato: nel 1º e 4º fusato d'oro e di rosso (per Centelles); nel 2º e 3º controinquartato d'oro, a due fasce di rosso, e di rosso, al leone d'oro (per Carroz)) (citato in (10)) alias partito: al 1º di rosso con leone rampante e d'oro (Carroz); nel 2º d'oro con quattro fasce d'azzurro (Centelles) Notizie storiche in Athena noctua (archiviato dall'url originale il 4 marzo 2016). |
|        | Carrozza (Messina) Titolo: marchese di San Leonardo d'azzurro alla carrozza a due cavalli, d'oro, passante sul terreno al naturale, con un sole raggiante d'oro, al canto superiore sinistro dello scudo (citato in (4) – Vol. II pag. 343, in (16) e in (26)) alias partito: nel 1º d'azzurro alla carrozza a due cavalli, d'oro, passante sul terreno al naturale, con un sole raggiante d'oro, al canto superiore sinistro dello scudo (Carrozza); nel 2º cinque punti d'oro equipollenti a 4 d'azzurro, col capo d'argento, caricato dello steccato scorciato di nero (Pallavicino) (citato in (4) – Vol. II pag. 343, in (16) e in (26)) partito; nel 1° d'azzurro, con una carrozza a cavalli e cocchiere d'oro, camminante in un terreno al naturale, accompagnata da un sole nascente dall'angolo sinistro del capo; nel 2° cinque punte di oro equipollenti a quattro d'azzurro; al capo d'argento caricato da uno steccato scorciato di nero. (citato in (26)) Corona di marchese. Supporto un'aquila bicipite spiegata di nero, membrata, imbeccata e coronata all'antica in tutte le due teste d'oro Notizie storiche in Famiglie nobili di Sicilia. Ulteriori notizie storiche in Famiglie nobili di Sicilia. |
|        | Carrozza (Messina) partito: nel 1° d'azzurro, alla carrozza con due cavalli e cocchieri il tutto d'oro, camminante sopra un terreno al naturale, sormontata nel capo dal sole del secondo, figurato di rosso, orizzontale a sinistra, che dei Carrozza; nel 2° cinque punti d'oro, equipollenti a quattro d'azzurro, col capo d'argento, caricato dallo steccato scorciato di nero, che è dei Pallavicino di Genova. Lo scudo accollato dall'aquila bicipite spiegata di nero, membrata e imbeccata d'oro, coronata all'antica in ambo le tese dello stesso (citato in Mango) |
|        | Carrozza (Tropea) in campo azzurro al cocchio d'oro che corre (citato in BLCL) Immagine in Tropea Magazine. |
|        | Carrozza (Tropea) (LA) campum ceruleum et in medio campi Redam auream iuxta cognomen suum (citato in BLCL) Notizie storiche in Tropea Magazine. |
|        | Carruffo o Caruffo (Mondovì) D'azzurro, alla figura della fortezza di Chiusa, cioè di un castello di due torri, d'argento, fondato sopra una rocca al naturale, uscente da un fiume d'argento, fluttuoso del campo, scorrente in fascia Motto: Virtus sibi merces pulcherrima (citato in (15)) |

### Cars
| Stemma | Casato e blasonatura |
| ------ | --- |
|        | Carsidoni (Firenze) D'oro, alla banda diminuita di nero, accostata da due leoni leoparditi dello stesso, armati e lampassati di rosso (citato in (13))                                             |
|        | Carsughi (Sansepolcro) D'azzurro, alla fascia diminuita di rosso, accompagnata da sei stelle a otto punte d'oro ordinate in cinta, tre al di sopra e tre al di sotto della fascia (citato in (13)) |

### Cart
| Stemma | Casato e blasonatura |
| ------ | --- |
|        | Carta (Firenze) d'azzurro, al leone d'oro coronato dello stesso tenente nella branca destra una cornucopia d'argento piena di rose e nella branca sinistra una carta d'argento (citato in (2) – pag. 180) |
|        | Carta (Roma, Firenze) d'azzurro al leone d'oro (citato in (4) – Vol. II pag. 344) |
|        | Carta (Oristano, Roma, Cagliari) D'azzurro all'aquila al naturale in atto di spiccare il volo, sormontata da una corona d'oro a 12 punte (8 visibili) e tenente nel becco una carta bianca con la legenda "CARTA" (citato in DAlena) aquila sorante al naturale cartiglio di argento nel becco caricato della scritta "CARTA" in lettere maiuscole di nero su azzurro - corona di oro in alto su azzurro (citato in LEOM) |
|        | Carta (Cagliari, Alghero) D'azzurro al leone al naturale tenente con la zampa destra unua lettera posta nel fianco destro dello scudo e, nel fianco sinistro, una nuvola al naturale, dalla quale esce un destrocherio di carnagione tenente un libro d'oro con tre cuori di rosso ordinati in fascia nella punta dello scudo (citato in DAlena) |
|        | Carta (Oristano) leone rampante al naturale busta da lettere di argento in destra su azzurro - braccio destro di carnagione muovente da nuvola uscente da destra afferrante un libro di oro - 3 cuori di rosso posti in fascia in basso su azzurro (citato in LEOM) |
|        | Carta (Torino) Titolo: consignori di Montaldo e Pavarolo D'azzurro, alla croce di rosso, orlata d'argento (citato in (15)) |
|        | Carta (Ozieri, Benetutti) fascia doppiodentata di rosso bordata di oro su azzurro - 3 stelle (8 raggi) di oro poste in fascia su azzurro - scaglione di oro su azzurro - sega in palo a destra e pesce in palo testa al basso a sinistra tutto di oro su azzurro (citato in LEOM) |
|        | Cartei (Firenze) D'oro, a tre fasce di nero (citato in (13)) |
|        | Cartia (Ragusa) Titolo: signore di Musebbi; barone di Sparacito, Giarrentini d'argento al pino d'Italia, nodrito sulla pianura erbosa, trafitto nel tronco da una spada posta in banda, il tutto al naturale, trinciato verso il capo d'azzurro alla stella di sei raggi d'argento, con una banda di rosso in divisa, sulla partizione (citato in (4) – Vol. II pag. 344 e in Mango) d'argento al pino d'Italia, nodrito sulla pianura erbosa, trafitto nel tronco da una spada posta in banda, il tutto al naturale, col capo trinciato d'azzurro, alla stella di sei raggi d'argento, ed una banda di rosso, in divisa, sulla partizione (citato in (26)) Notizie storiche in Famiglie nobili di Sicilia. |
|        | Cartolari (Verona) Titoli: Nobile, Conte Pontificio inquartato: al 1º e 4º grembiato di otto pezzi di rosso e d'argento, con lo scudetto in cuore di azzurro caricato da una torre d'argento aperta, finestrata e murata di nero; al 2º e 3º troncato d'oro e d'argento alla fascia controdoppiomerlata di tre pezzi d'azzurro sulla partizione Cimieri: 1º tra due corni d'argento da torneo, una mano destra di carnagione con l'indice teso in atto di accennare; 2º testa e collo d'aquila di nero in profilo, illuminata, rostrata e coronata d'oro, linguata di rosso (citato in (4) - Vol. II pag. 344 e in (46), pag.87)                                                                            |
|        | Cartoni (Firenze) D'oro, al destrocherio di carnagione vestito d'azzurro, tenente un nastro sventolante d'argento, e sormontato da tre stelle a sei punte di..., ordinate in capo alias D'oro, al destrocherio di carnagione vestito d'azzurro, tenente un nastro sventolante d'argento, e sormontato da tre stelle a otto punte di..., ordinate in capo (citato in (13)) |
|        | Cartoni (Toscana) (DE) 1 aus dem linken Schildrand hervorkommender bekleideter Rechtarm, 1 Kordel haltend und oben begleitet von 3 achtstrahligen Sternen (citato in (28)) |
|        | Cartoni (Firenze) D'oro, al destrocherio di carnagione vestito d'azzurro, tenente un nastro sventolante d'argento caricato del motto CARTONI di nero (citato in (13)) |
|        | Cartoni (Livorno, Firenze) D'azzurro, alla fascia d'argento accompagnata da due crocette patenti d'oro, 1.1 (citato in (13)) |

### Caru
| Stemma | Casato e blasonatura |
| ------ | --- |
|        | Carucci o Carucci Fazzii (Firenze) D'oro, alla banda d'azzurro caricata di tre rose d'argento (citato in (13)) (DE) In Gold 1 blauer Schrägbalken, belegt mit 3 silbernen Rosen (citato in (28)) |
|        | Carucci (Firenze) Troncato: nel 1º d'azzurro, a tre stelle a otto punte d'oro; nel 2º bandato d'argento e di rosso. (citato in (13)) |
|        | Carucci da Colle (Firenze) D'oro, alla banda d'azzurro caricata di tre rose d'argento; con il capo d'argento caricato di una testa e collo di cavallo imbrigliato di rosso, sormontata da un giglio dello stesso (citato in (13)) |
|        | Carucci da Pontorme (Firenze) D'argento, alla ghirlanda fogliata e fiorita al naturale (citato in (13)) |
|        | Carugo (la blasonatura non è stata ancora caricata) (citato in DAlena) |
|        | Carusi Cybei (Carrara) albero su zolla uscente dalla punta tutto al naturale su azzurro - nastro di argento caricato del motto "FULMINA PROCUL" in lettere maiuscole di nero su azzurro (citato in LEOM) |
|        | Caruso o Carioso (Sicilia) Titolo: barone di Spaccaforno; signore di Lungarino, Burgillusi, Rigalmedici, Librici, S. Lorenzo, Bucchio, Ragalmaida, Lanti d'azzurro, al capriolo d'oro, abbassato sotto una fascia dello stesso, sormontata da una testa tosa di carnagione; il capriolo accompagnato da tre stelle ad otto raggi, il tutto d'oro (citato in Mango) alias d'azzurro, con un capriolo accompagnato da tré stelle, abbassato sotto una riga sormontata da una testa tosa; il tutto d'oro. Corona di barone. (citato in (26)) alias d'argento, alla fascia d'oro, accompagnata da tre cuori di rosso, posti due in capo e uno in punta (citato in Mango) Notizie storiche in Famiglie nobili di Sicilia. |
|        | Carutti (Moretta, Villanova, Solaro, Cumiana) Titolo: consignori di Cantogno D'argento al carpino di verde, con il capo d'azzurro carico di tre stelle d'oro ordinate in fascia Motto: Clarior in tenebris (citato in (15)) |

### Carv
| Stemma | Casato e blasonatura                                                                |
| ------ | ----------------------------------------------------------------------------------- |
|        | Carvallo (Napoletano) (la blasonatura non è stata ancora caricata) (citato in (19)) |